# 訃報 2020年4月
訃報 2020年4月（ふほう 2020ねん4がつ）では、2020年4月に物故した、又は物故が報じられた人物についてまとめる。

## (1日 - 15日)

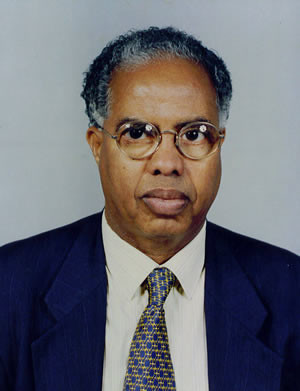
ヌル・ハッサン・フセイン／4月1日没

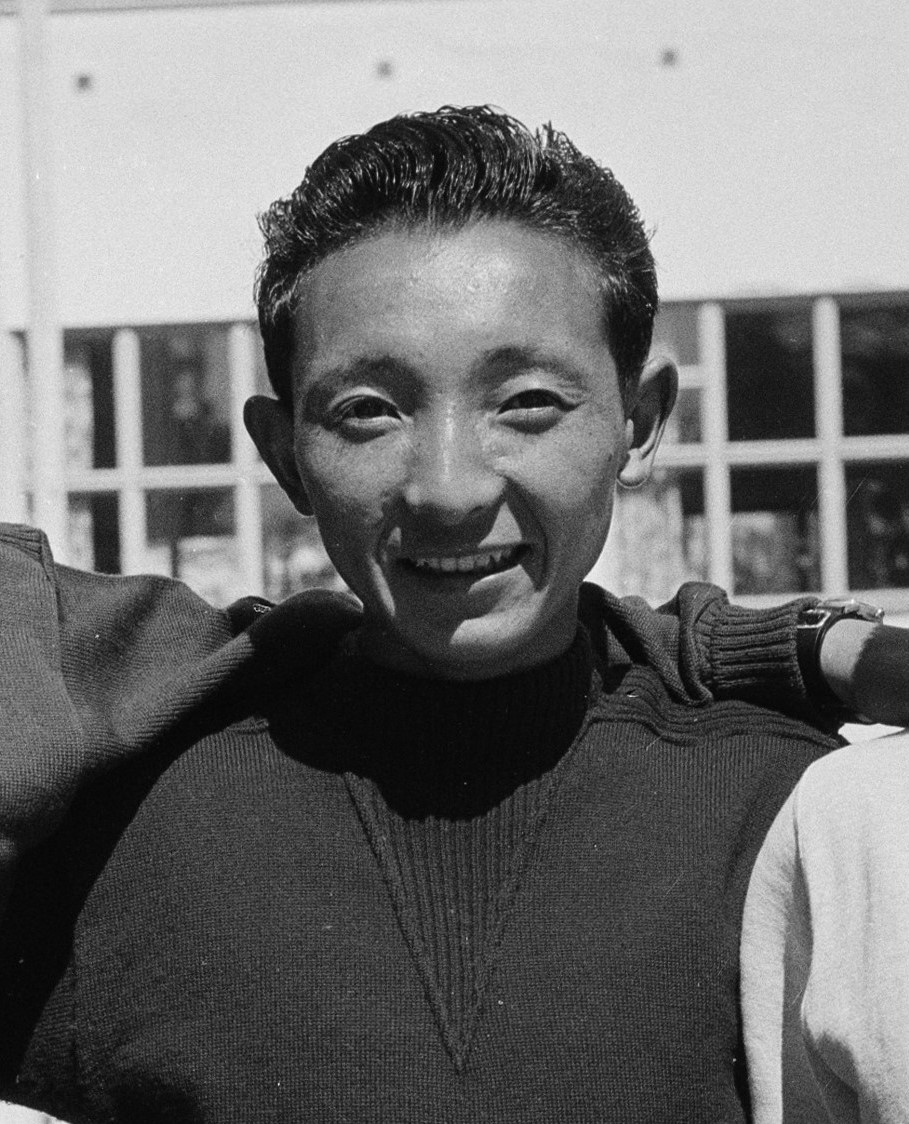
山田敬蔵／4月2日没

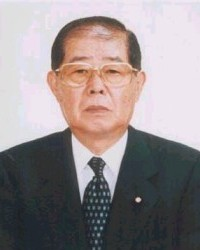
森田次夫／4月2日没

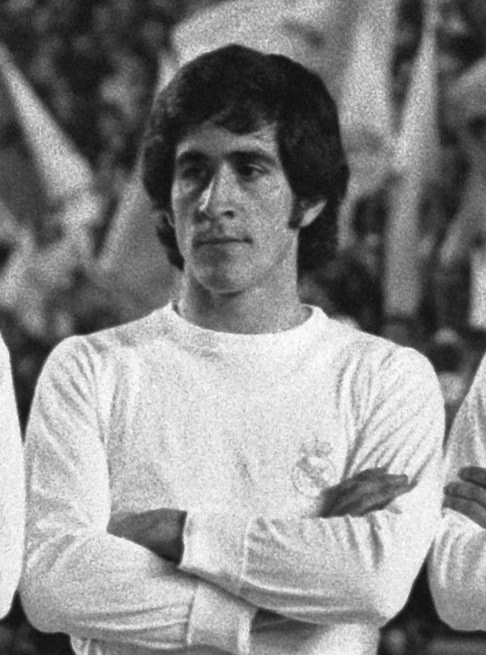
グレゴリオ・ベニト／4月2日没

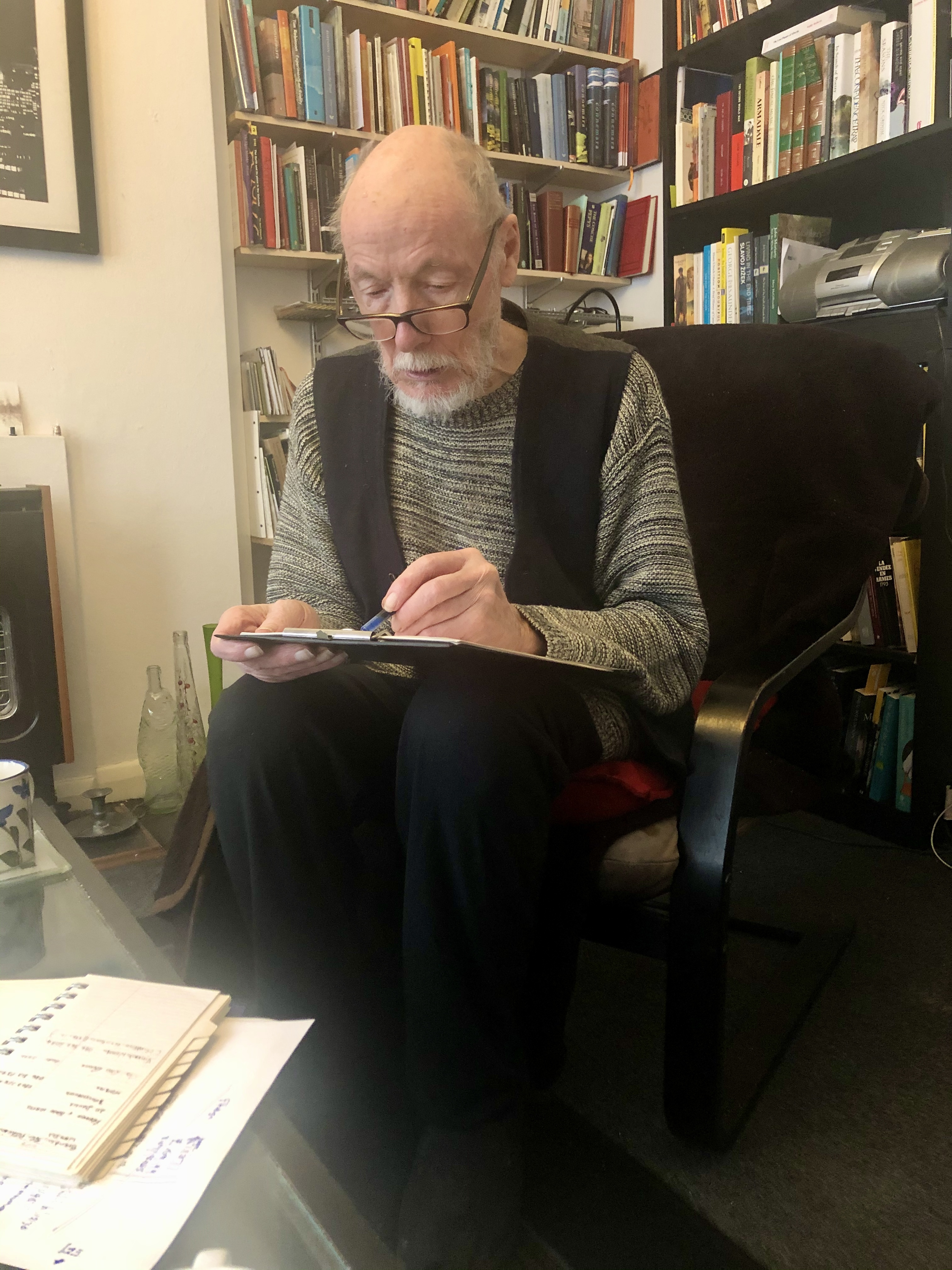
ティム・ロビンソン／4月3日没

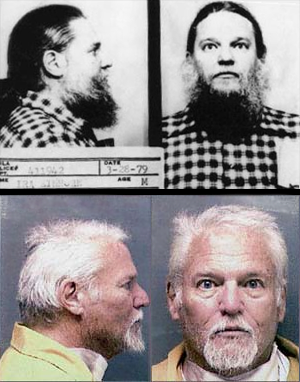
アイラ・アインホーン／4月3日没

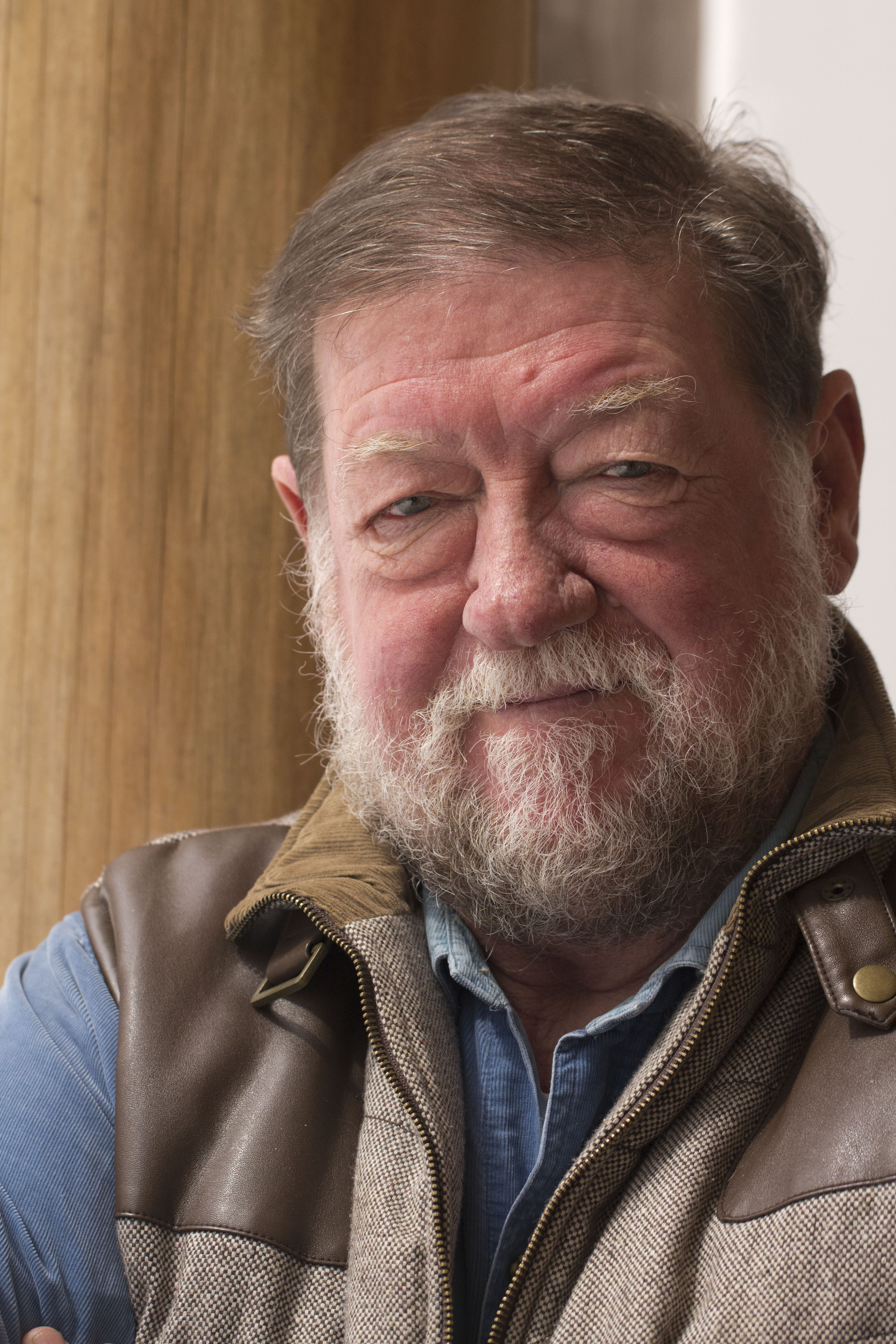
C・W・ニコル／4月3日没

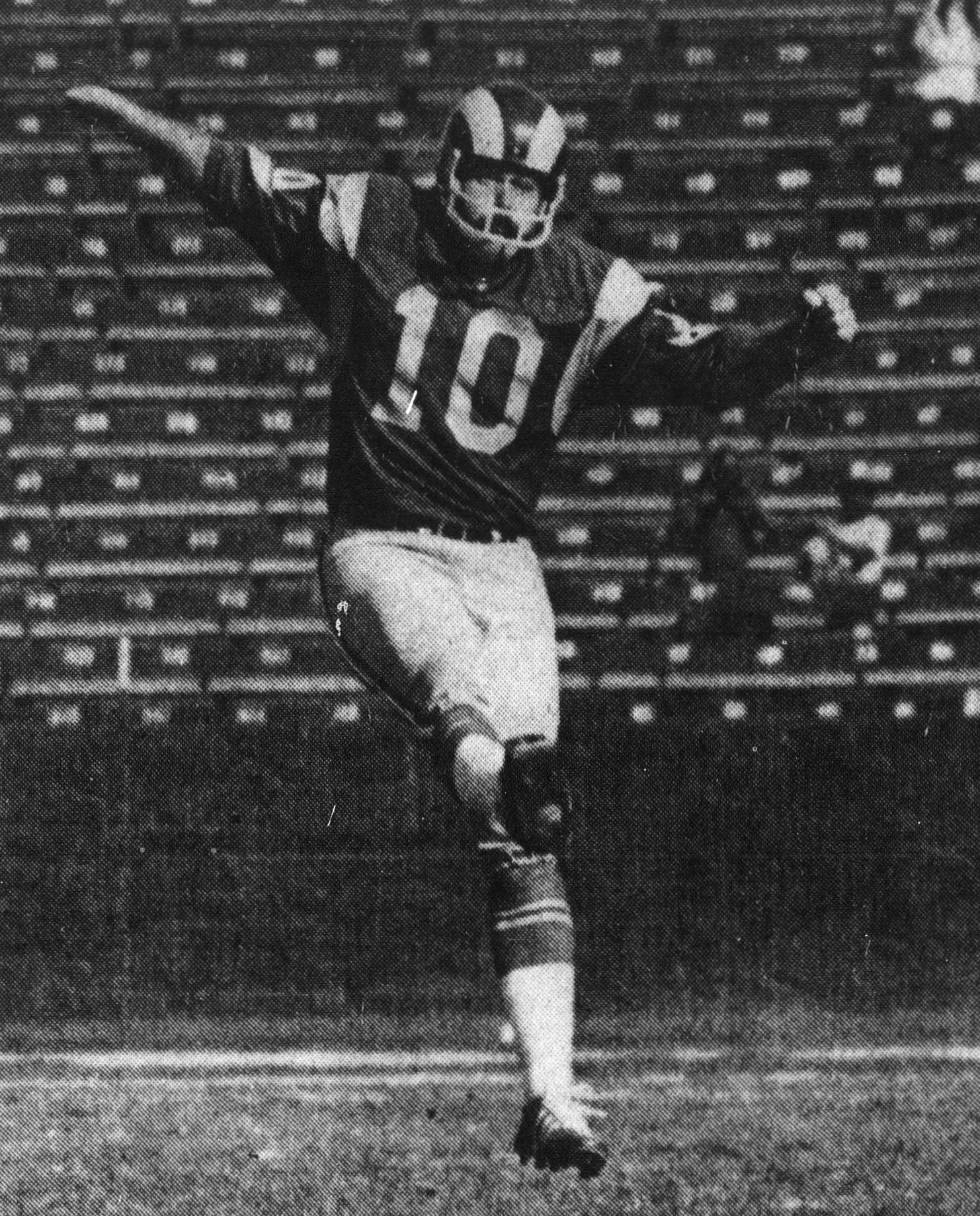
トム・デンプシー／4月4日没

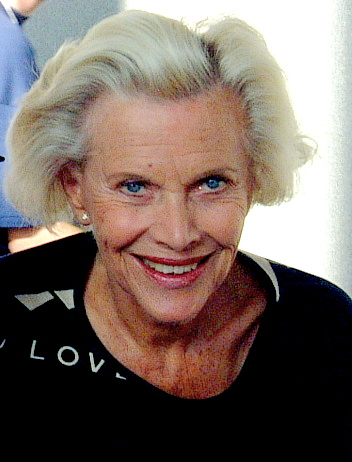
オナー・ブラックマン／4月5日没

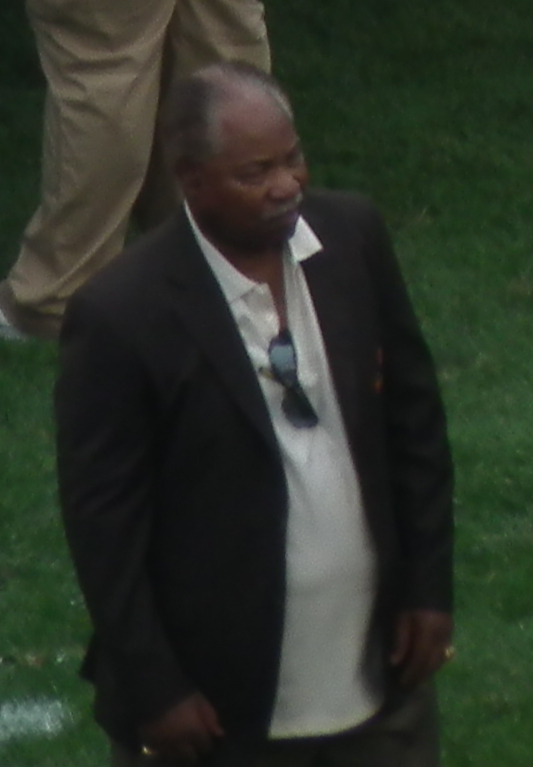
ボビー・ミッチェル／4月5日没

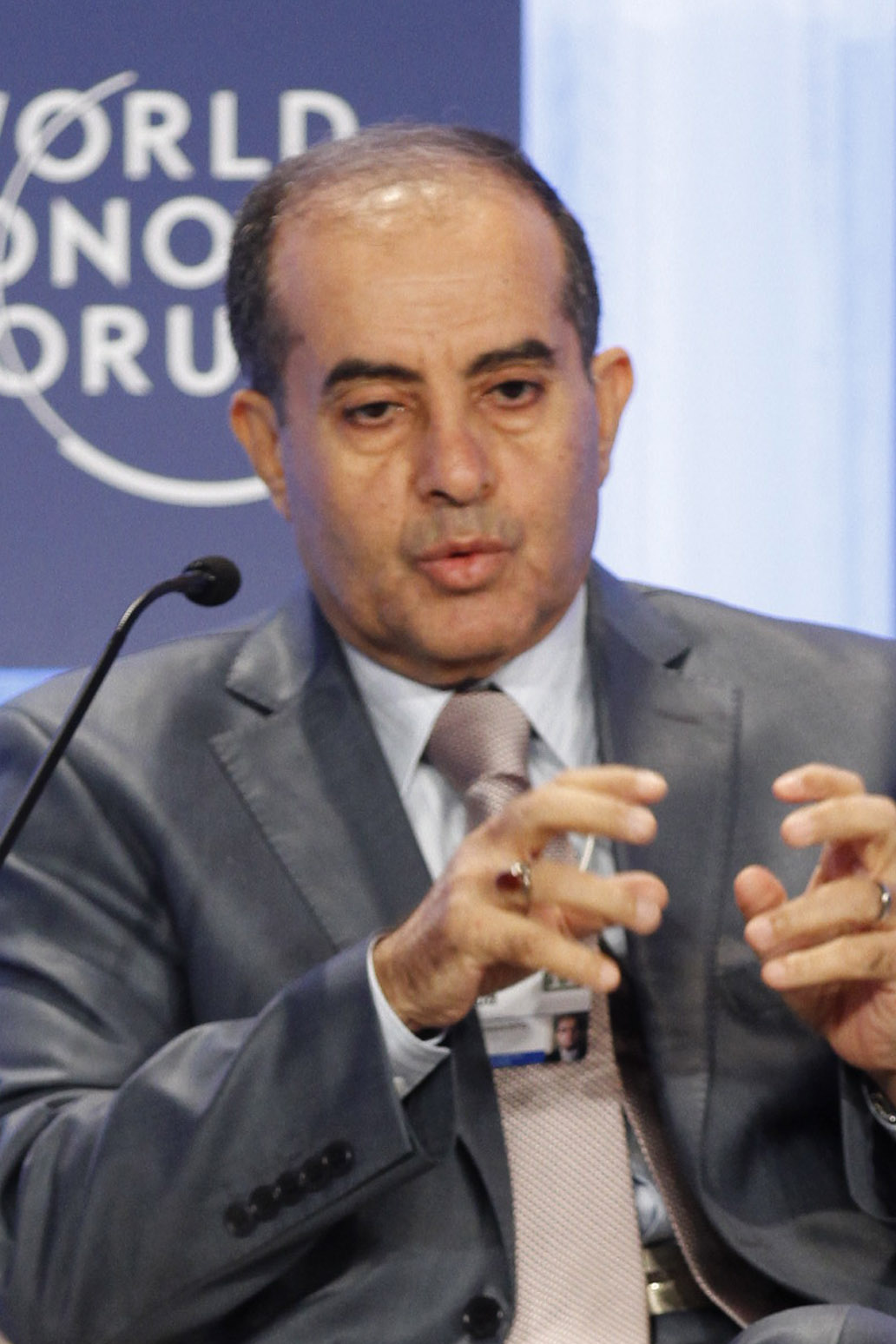
マフムード・ジブリール／4月5日没

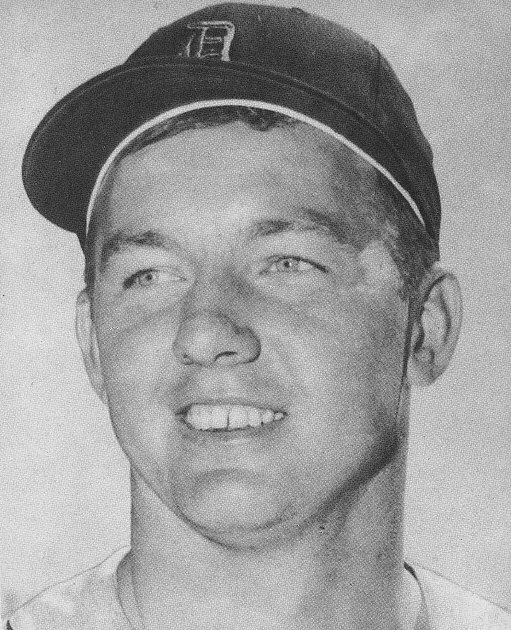
アル・ケーライン／4月6日没

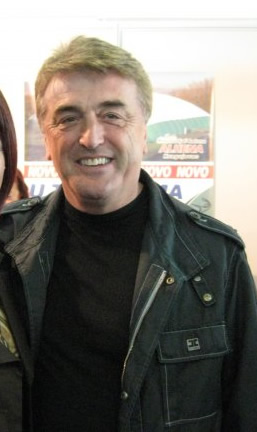
ラドミル・アンティッチ／4月6日没

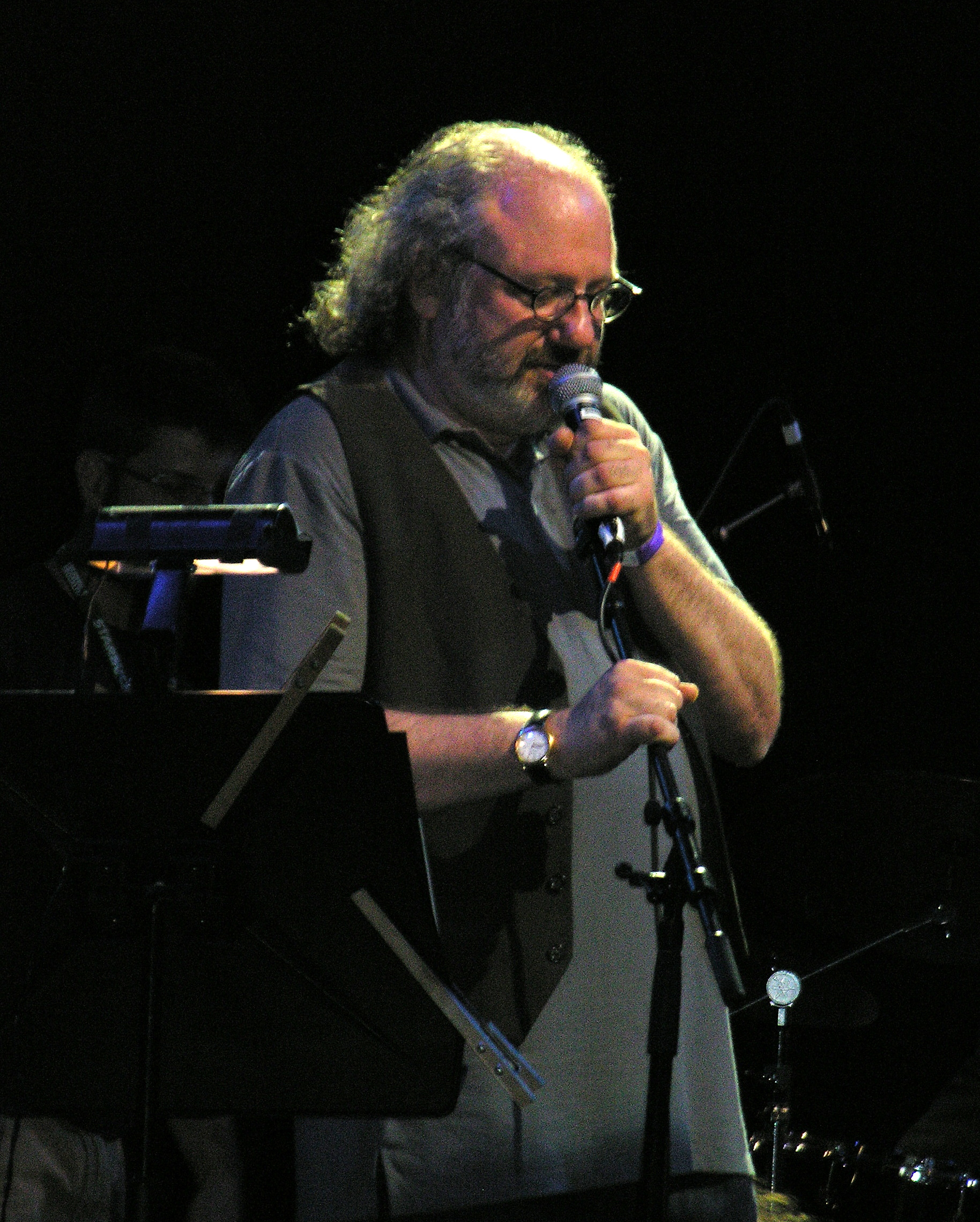
ハル・ウィルナー／4月6日没

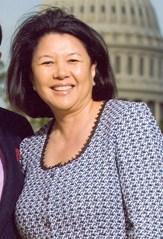
アイリーン・ヒラノ・イノウエ／4月7日没

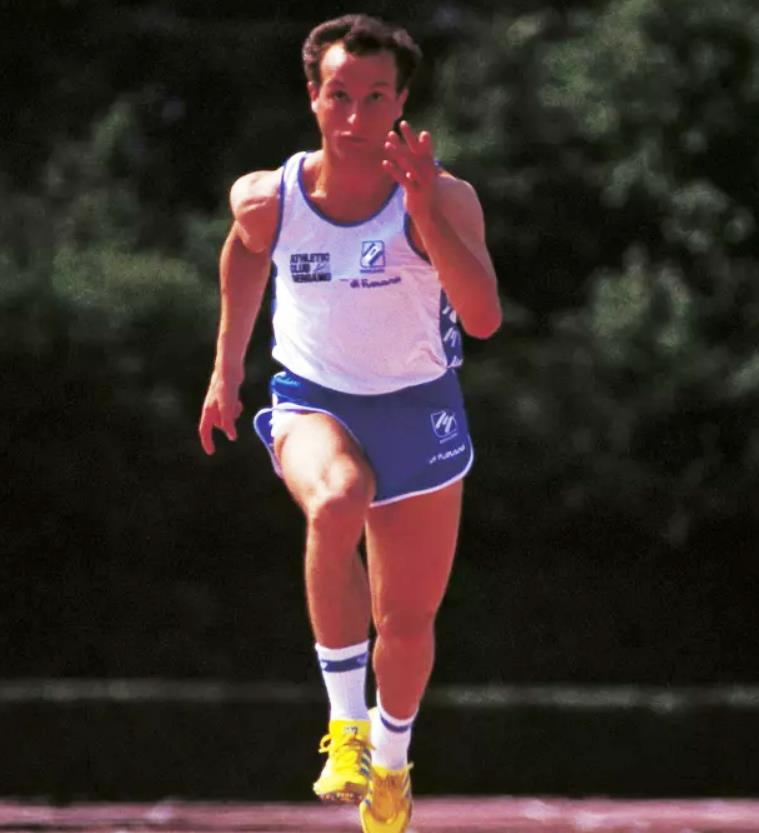
ドナト・サビア／4月8日没

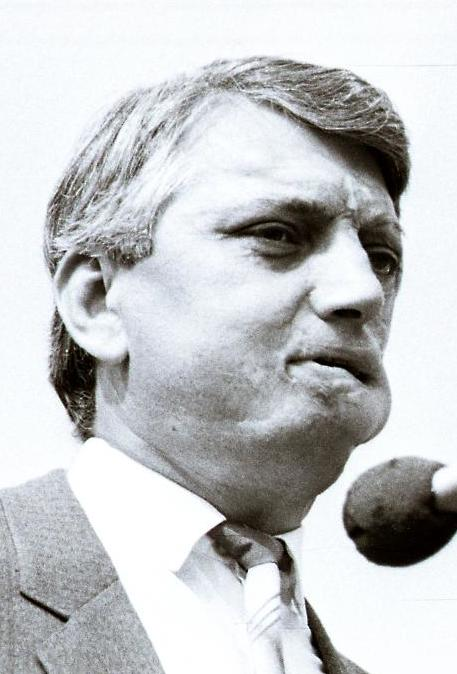
ヴァレリウ・ムラヴシュ／4月8日没

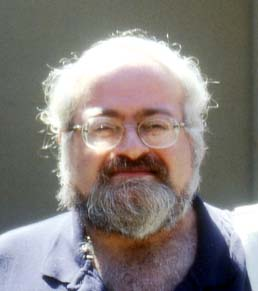
ノーマン・I・プラトニック／4月8日没

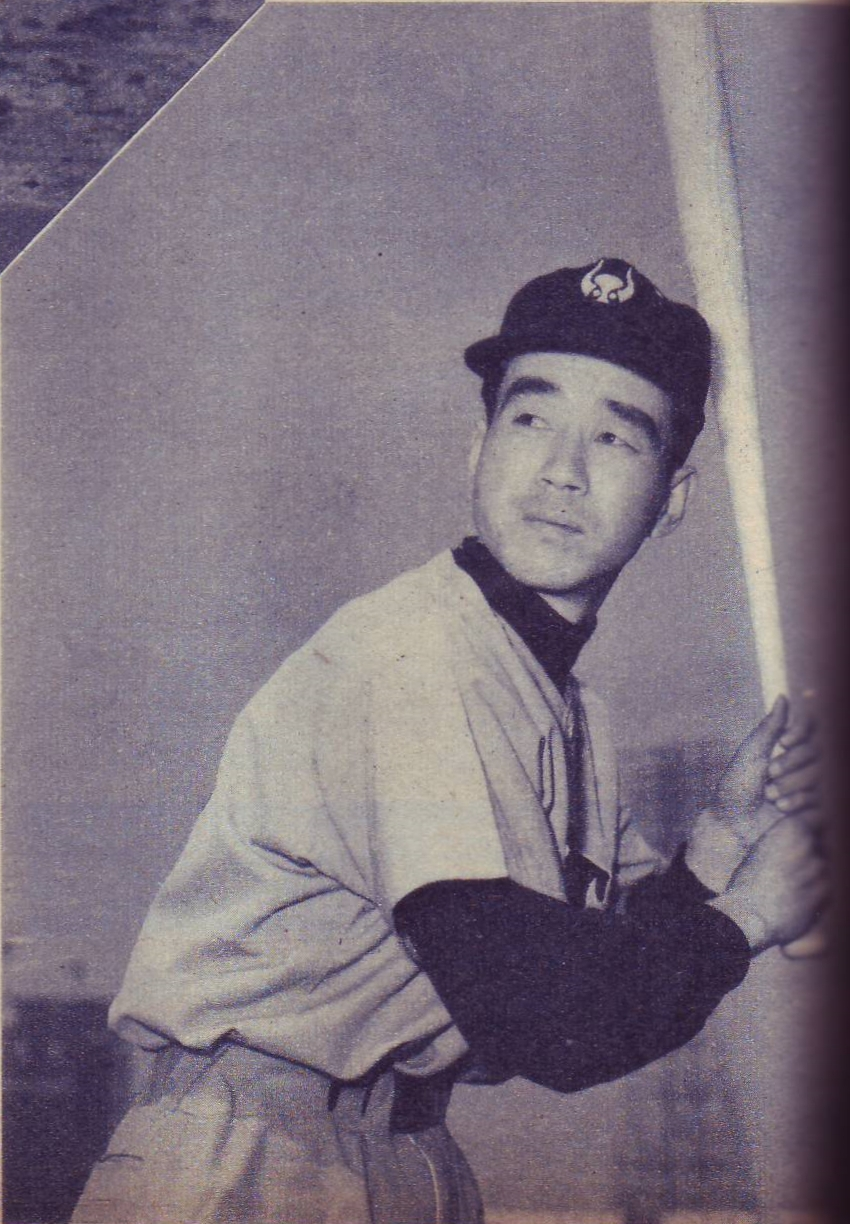
関根潤三／4月9日没

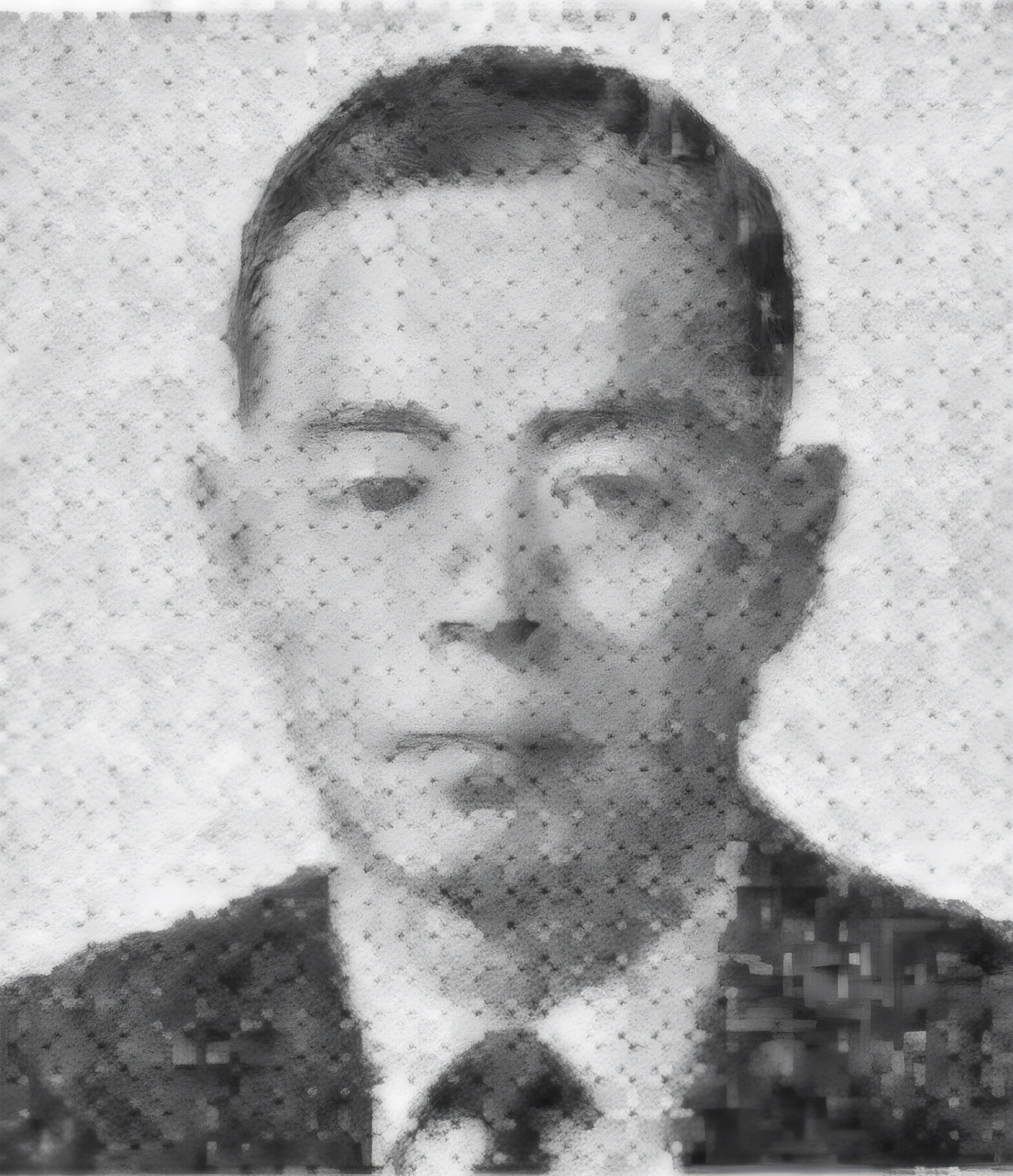
元炳旿／4月9日没

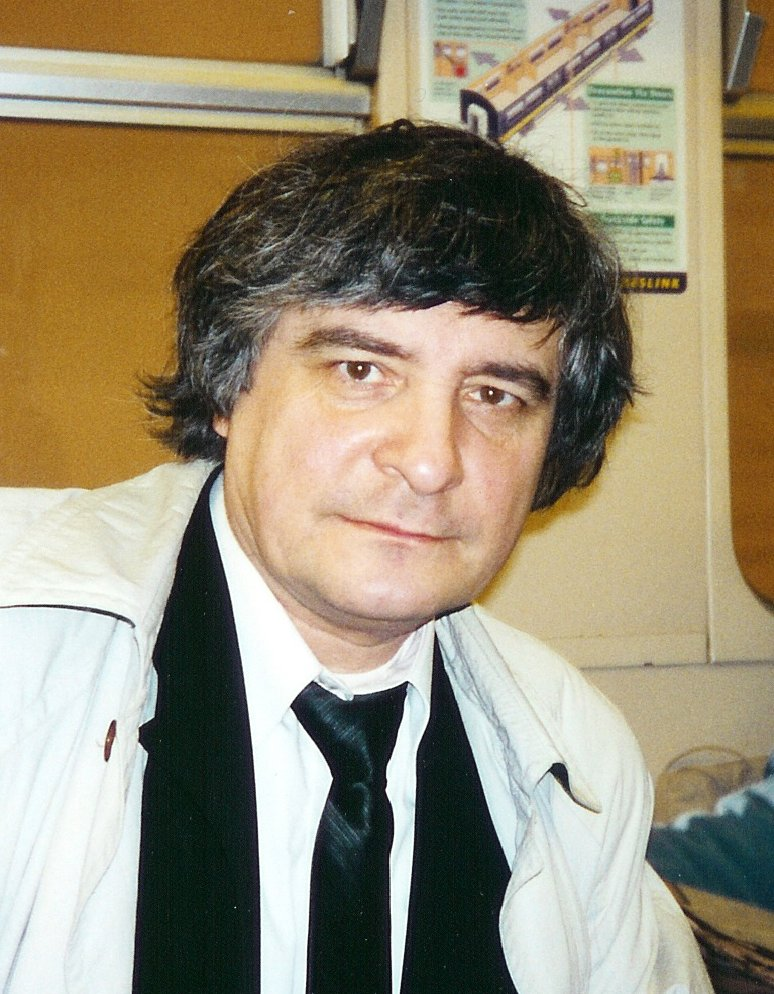
ディミトリー・スミルノフ／4月9日没

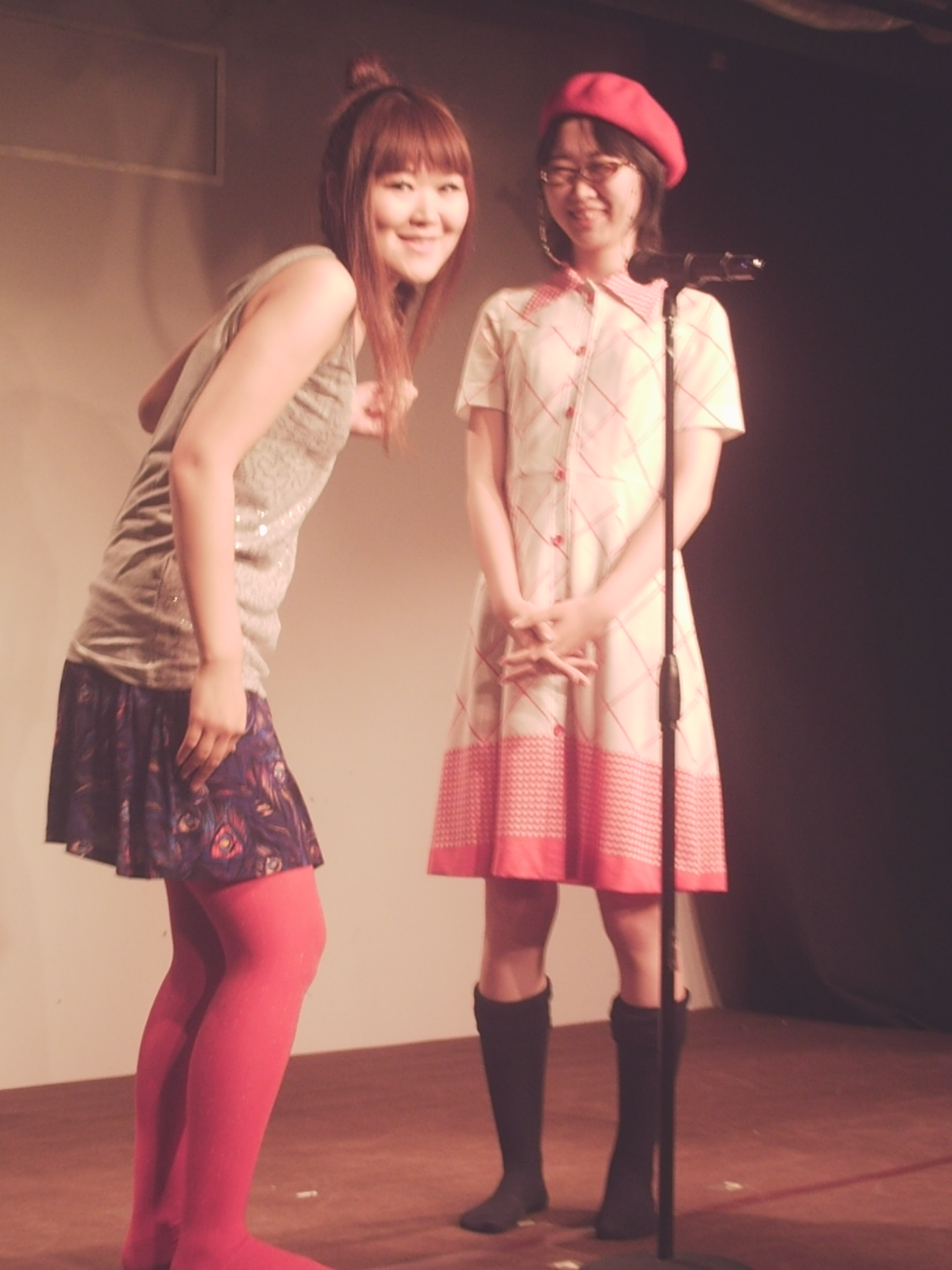
川村わかな（右）／4月9日没

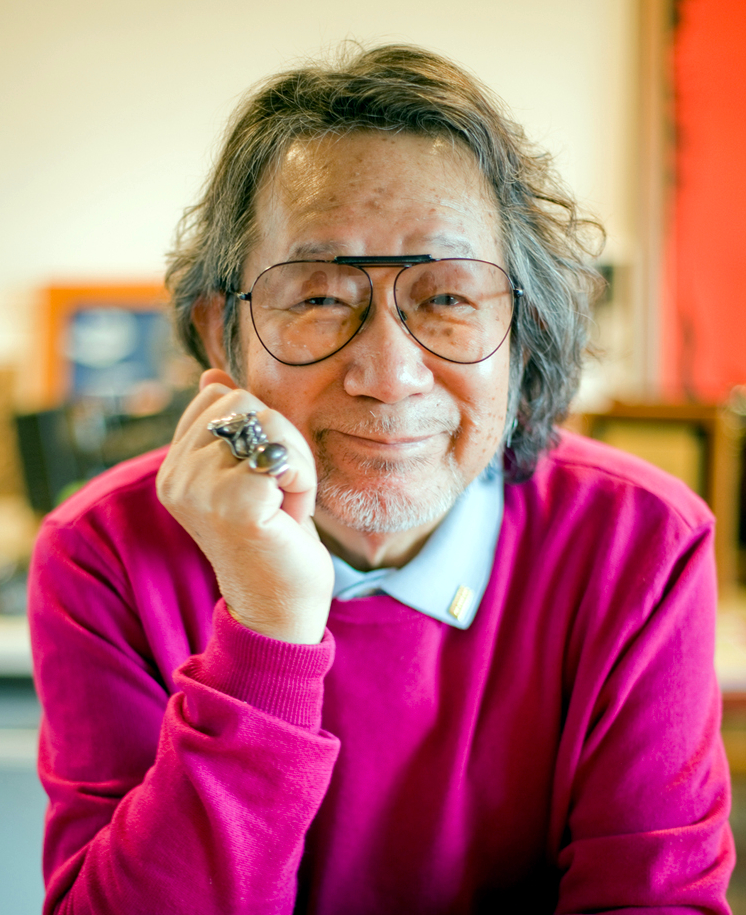
大林宣彦／4月10日没

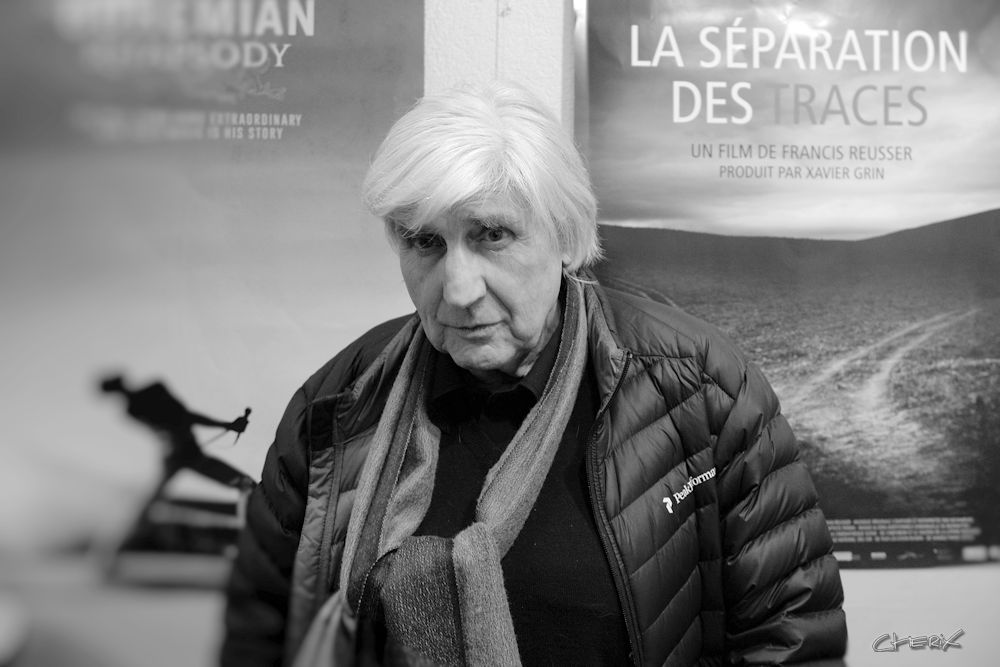
フランシス・ロイセール／4月10日没

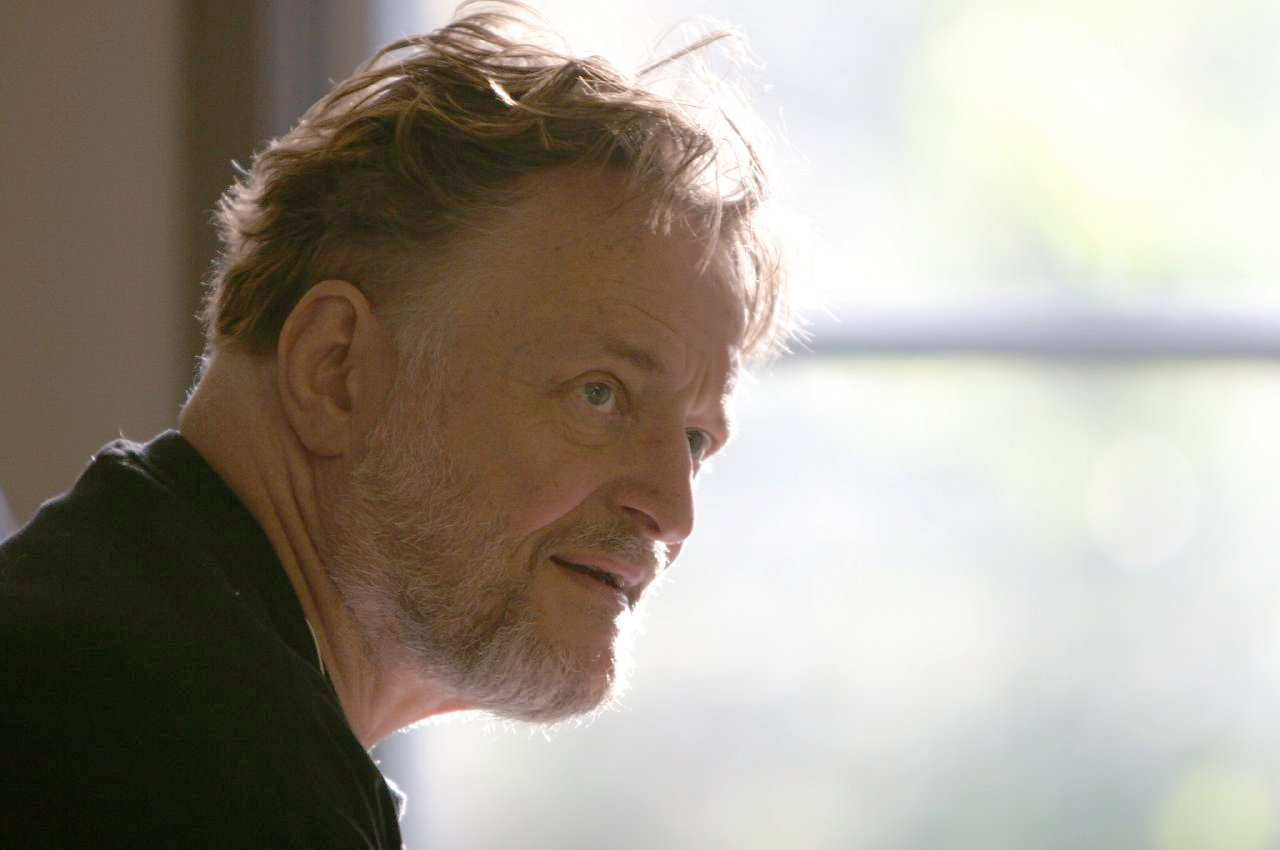
ジョン・ホートン・コンウェイ／4月11日没

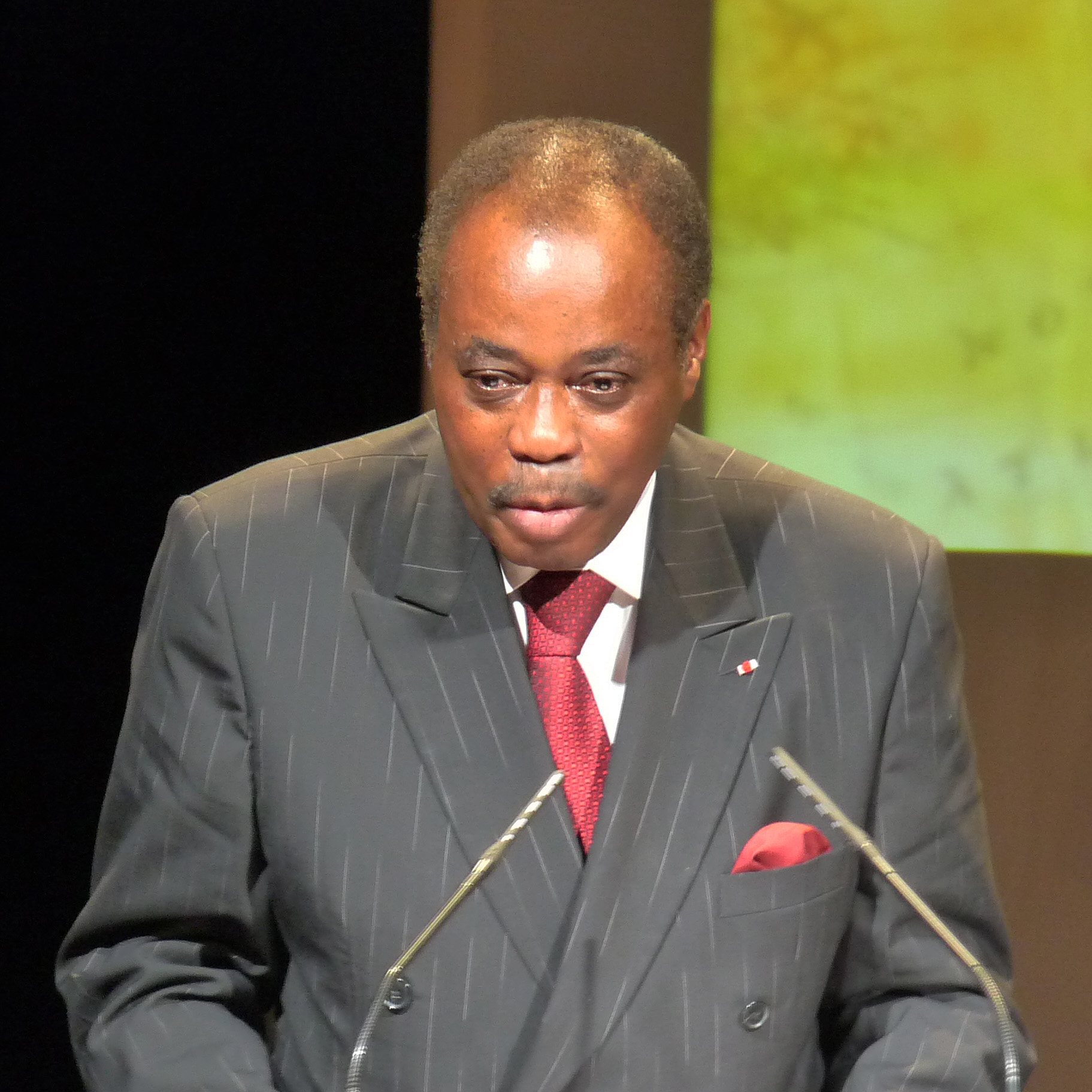
エデム・コジョ／4月11日没

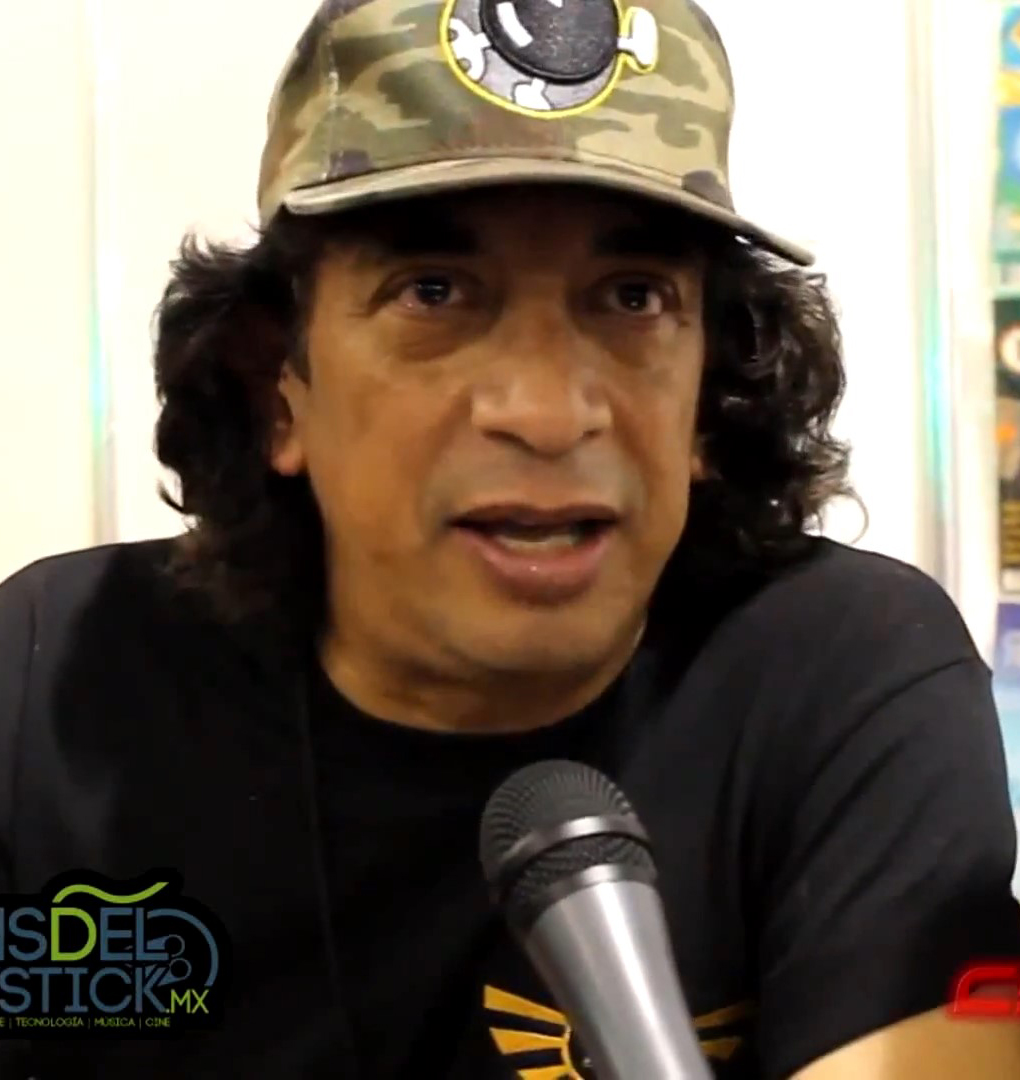
グス・ロドリゲス／4月11日没

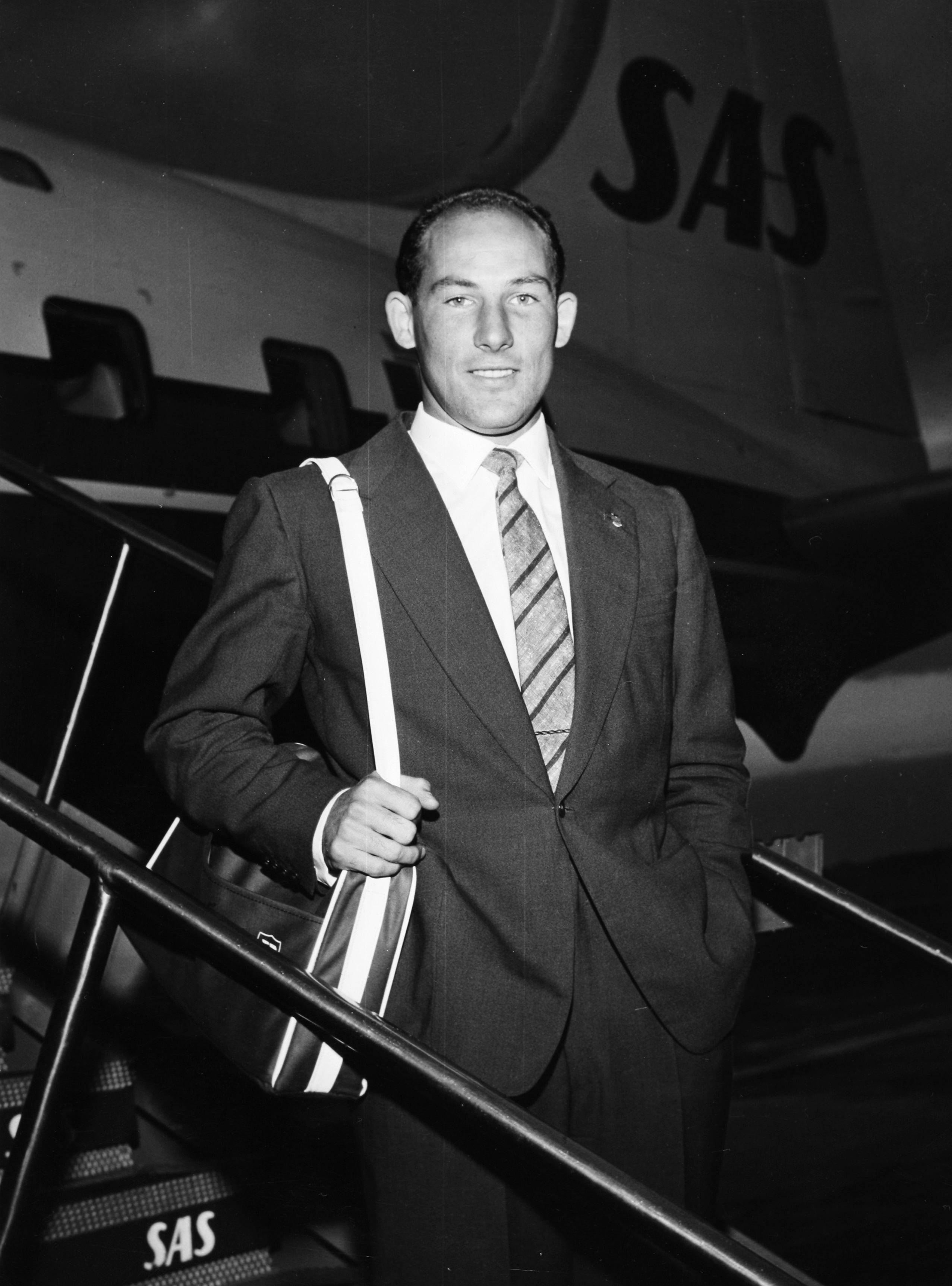
スターリング・モス／4月12日没

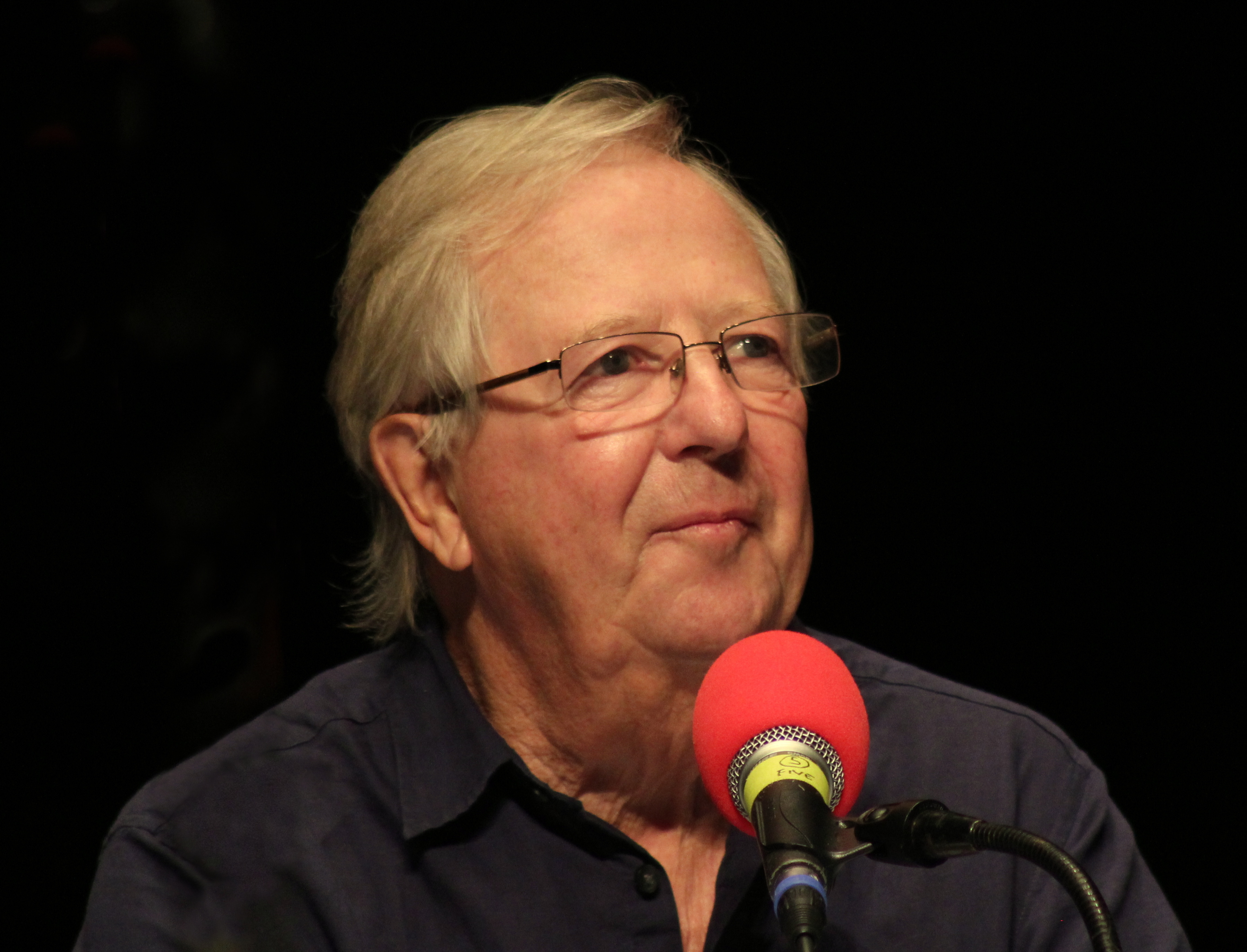
ティム・ブルック＝テイラー／4月12日没

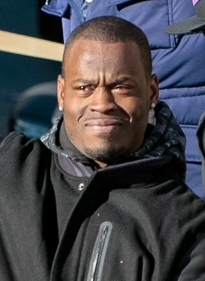
タバリス・ジャクソン／4月12日没

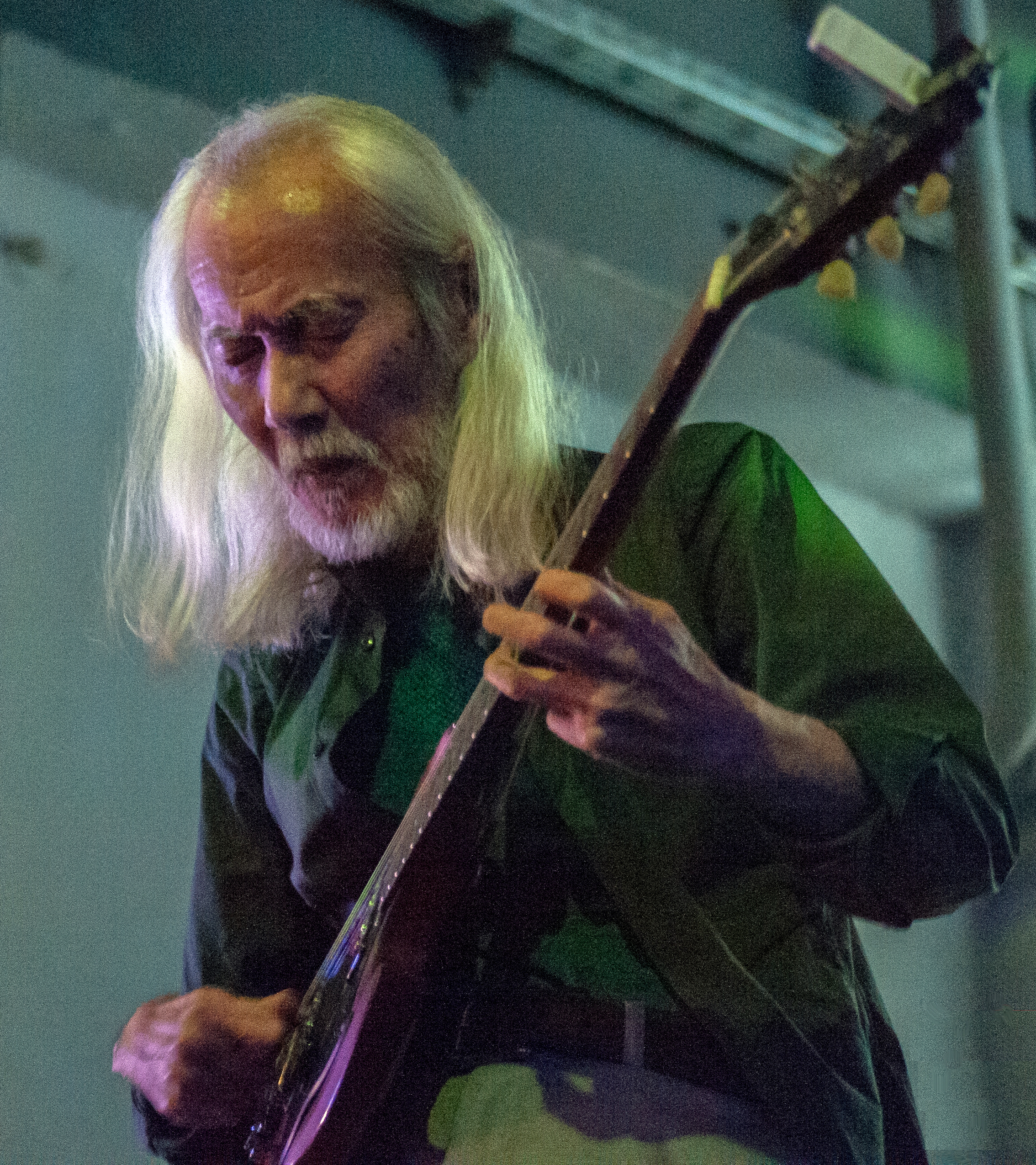
川崎燎／4月13日没

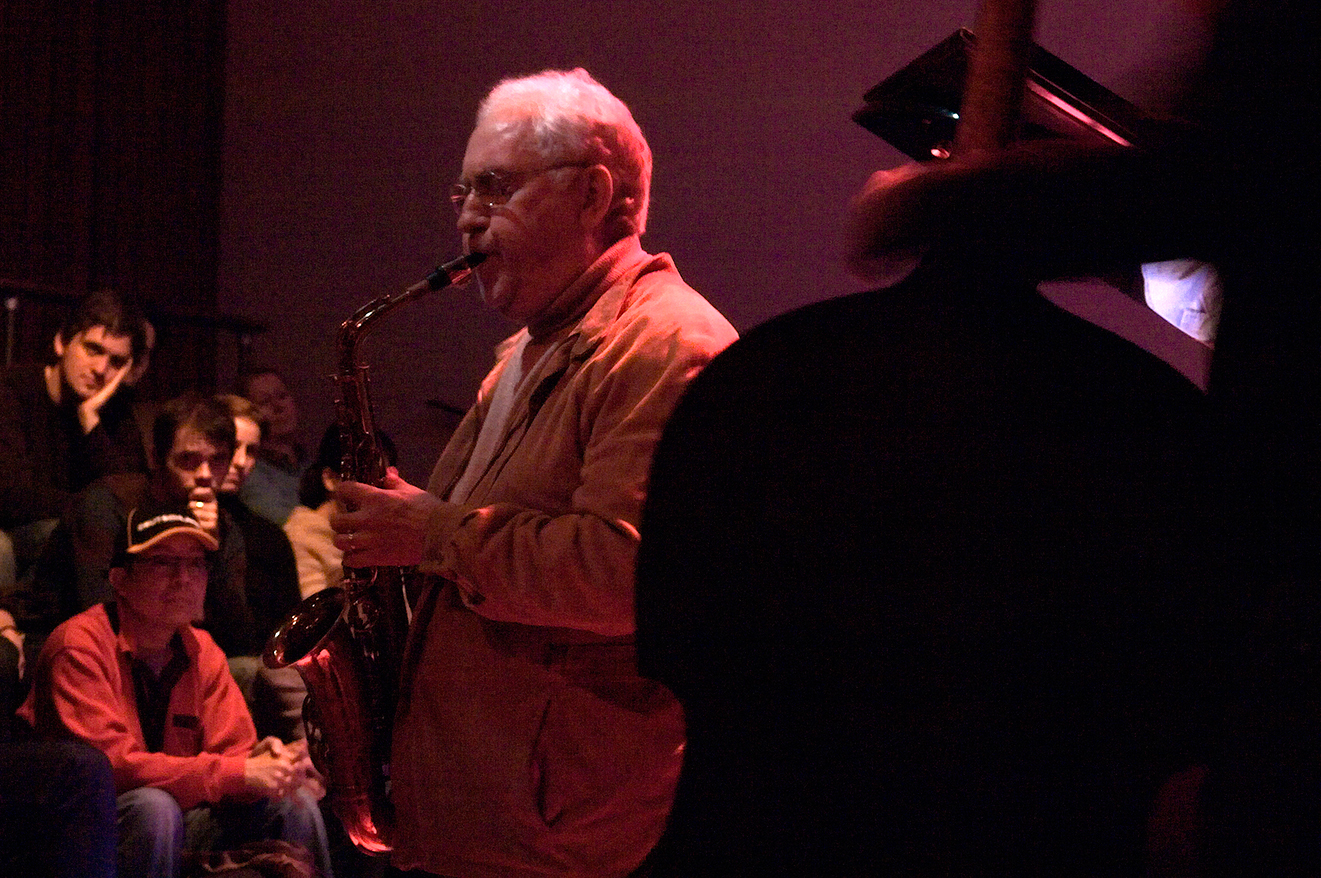
リー・コニッツ／4月15日没

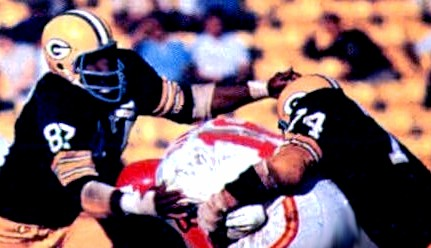
ウィリー・デービス（左）／4月15日没

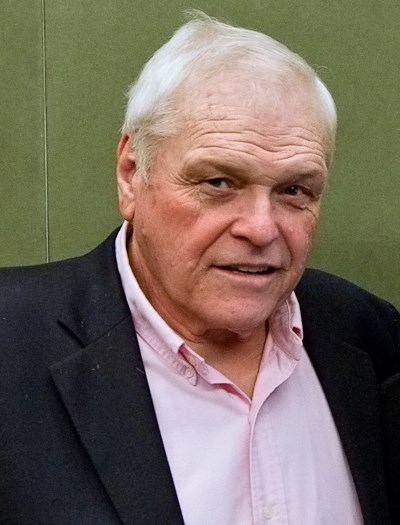
ブライアン・デネヒー／4月15日没

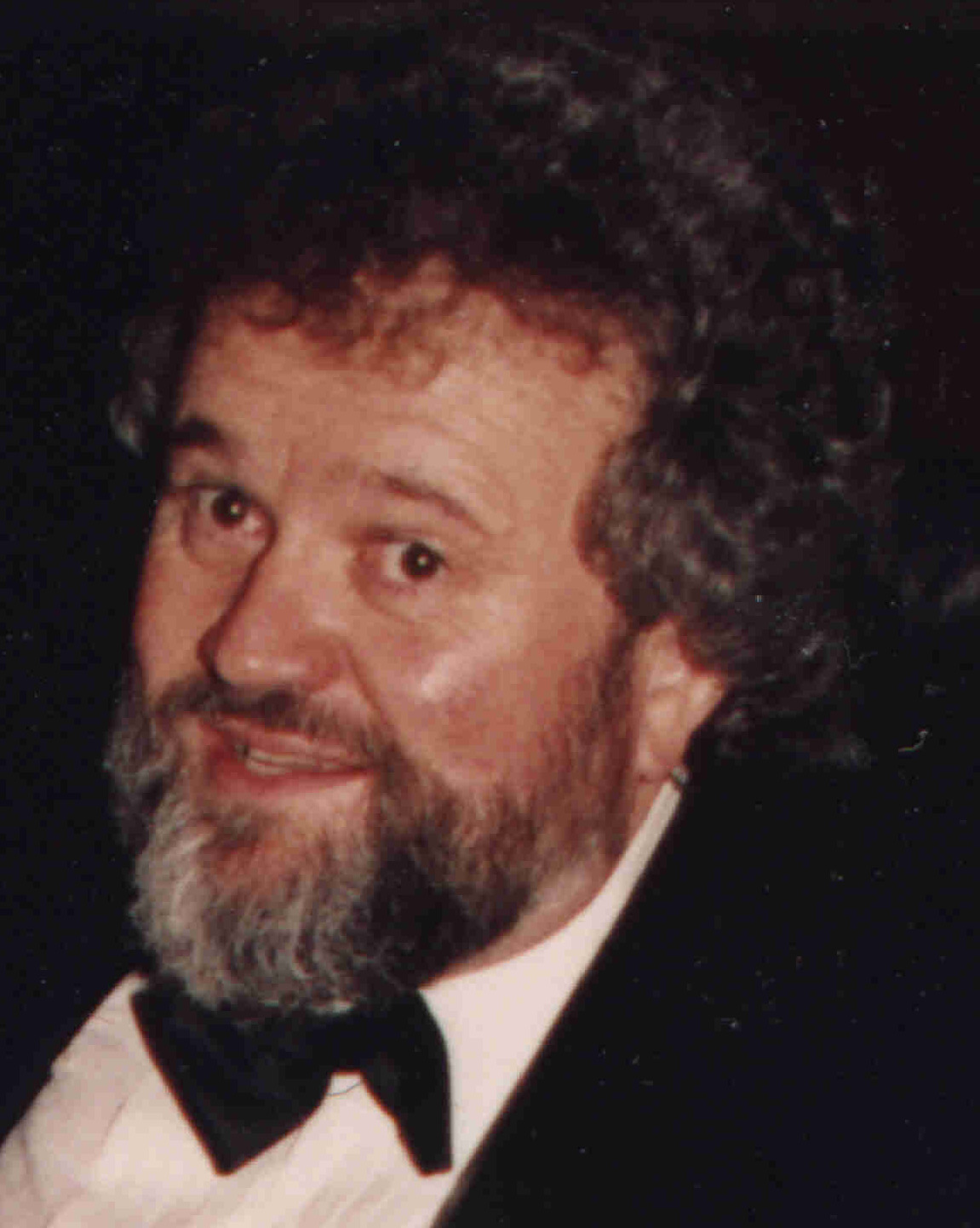
アレン・ダヴィオー／4月15日没

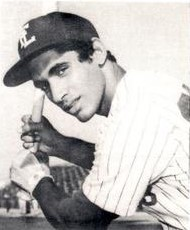
ダマソ・ガルシア／4月15日没

- 4月1日 - 山西義政、日本の実業家、イズミ創業者（* 1922年）[1]
- 4月1日 - 片岡曻、日本の法学者、京都大学名誉教授（* 1925年）[2]
- 4月1日 - バッキー・ピザレリ（英語版）、アメリカ合衆国のジャズギタリスト（* 1926年）[3]
- 4月1日 - 都築忠七、日本の社会思想史研究者、一橋大学名誉教授（* 1926年）[4]
- 4月1日 - デイヴィッド・C・ドリスケル（英語版）、アメリカ合衆国の画家、メリーランド大学カレッジパーク校名誉教授（* 1931年）[5]
- 4月1日 - 竹本成徳、日本の実業家、元日本生活協同組合連合会会長（* 1931年）[6]
- 4月1日 - エリス・マルサリス・ジュニア（英語版）、アメリカ合衆国のジャズピアニスト（* 1934年）[7]
- 4月1日 - ヌル・ハッサン・フセイン、ソマリアの政治家、第11代首相（* 1937年）[8]
- 4月1日 - エド・ファーマー（英語版）、アメリカ合衆国の元MLB選手、野球解説者（* 1949年）[9]
- 4月1日 - アダム・シュレシンジャー（英語版）、アメリカ合衆国のミュージシャン、ソングライター、ファウンテインズ・オブ・ウェイン／アイヴィーメンバー（* 1967年）[10]
- 4月1日 - ジルセウ・ピント（ポルトガル語版）、ブラジルのボッチャ選手、2008年北京・2012年ロンドンパラリンピック金メダリスト（* 1980年）[11]
- 4月2日 - ウィリアム・フランクランド（英語版）、イギリスのアレルギー専門医、免疫学者（* 1912年）[12]
- 4月2日 - オスカー・フィッシャー（英語版）、東ドイツの政治家、元外相（* 1923年）[13]
- 4月2日 - 山田敬蔵、日本の陸上競技選手、1952年ヘルシンキ五輪男子マラソン代表、1953年ボストンマラソン優勝（* 1927年）[14]
- 4月2日 - セルジオ・ロッシ、イタリアの靴デザイナー（* 1935年）[15]
- 4月2日 - 伊地智啓、日本の映画プロデューサー（* 1936年）[16]
- 4月2日 - アストリッド・ヌックルビュ・ヘイベルグ（英語版）、ノルウェーの政治家、元国際赤十字赤新月社連盟会長（* 1936年）[17]
- 4月2日 - 森田次夫、日本の政治家、元参議院議員【自由民主党所属】（* 1937年）[18]
- 4月2日 - 井手明彦、日本の実業家、元三菱マテリアル社長（* 1941年）[19]
- 4月2日 - フアン・ヒメネス（スペイン語版）、アルゼンチンの漫画家（* 1943年）[20]
- 4月2日 - グレゴリオ・ベニト、スペインの元サッカー選手、【レアル・マドリード所属】、元同国代表（* 1946年）[21]
- 4月2日 - ヴォーン・メイソン（英語版）、アメリカ合衆国の音楽プロデューサー、ソングライター、ヴォーン・メイソン&クルー（英語版）メンバー（* 1950年）[22]
- 4月2日 - ローガン・ウィリアムズ（ポルトガル語版）、カナダの俳優（* 2003年）[23]
- 4月3日 - 西丸與一、日本の医師、法医学者、作家、横浜市立大学名誉教授（* 1927年）[24]
- 4月3日 - 大條和雄、日本の津軽三味線研究者（* 1928年）[25]
- 4月3日 - 秋山祐徳太子、日本の美術家（* 1935年）[26]
- 4月3日 - ティム・ロビンソン、イングランドの著作家、地図製作者（* 1935年）[27]
- 4月3日 - アイラ・アインホーン、アメリカ合衆国の元環境活動家（* 1940年）[28]
- 4月3日 - C・W・ニコル、イギリスと日本の作家、環境活動家（* 1940年）[29]
- 4月3日 - 志賀勝、日本の俳優、歌手（* 1942年）[30]
- 4月3日 - ヒラリー・ドワイヤー（英語版）、イギリスの女優（* 1945年）[31]
- 4月4日 - 饒平如（英語版）、中華人民共和国の絵本作家（* 1922年）[32]
- 4月4日 - ヴィクター・スクレブネスキー（英語版）、アメリカ合衆国の写真家（* 1929年）[33]
- 4月4日 - ルイス・エドゥアルド・アウテ（スペイン語版）、フィリピン出身のスペインの芸術家、音楽家、映画監督（* 1943年）[34]
- 4月4日 - ラファエル・レオナルド・カジェハス・ロメロ（英語版）、ホンジュラスの政治家、元同国大統領（* 1943年）[35]
- 4月4日 - トム・デンプシー、アメリカ合衆国の元NFL選手（* 1947年）[36]
- 4月4日 - ジェイ・ベネディクト、アメリカ合衆国の俳優（* 1951年）[37]
- 4月4日 - パトリック・ギブソン（英語版）、マルティニーク出身のドラマー、歌手、ギブソン・ブラザーズ（英語版）メンバー（* 1956年?）[38]
- 4月4日 - 佐藤嘉大、日本の地方公務員、北海道教育委員会委員長（* 1957年）[39]
- 4月5日 - マーガレット・バービッジ、イギリス出身のアメリカ合衆国の宇宙物理学者、カリフォルニア大学サンディエゴ校教授（* 1919年）[40]
- 4月5日 - オナー・ブラックマン、イギリスの女優（* 1925年）[41]
- 4月5日 - リー・フィエロ、アメリカ合衆国の女優（* 1929年）[42]
- 4月5日 - ジョージ・オギルヴィー（英語版）、オーストラリアの演出家、映画監督（* 1931年）[43]
- 4月5日 - シャーリー・ダグラス、カナダの女優（* 1934年）[44]
- 4月5日 - ボビー・ミッチェル、アメリカ合衆国の元NFL選手、プロフットボール殿堂（* 1935年）[45]
- 4月5日 - 素九鬼子、日本の小説家（* 1937年）[46]
- 4月5日 - 長山礼三郎、日本の能楽師、観世流シテ方（* 1943年）[47]
- 4月5日 - 山前五十洋、日本の実業家、映画監督、俳優（* 1943年）[48]
- 4月5日 - 神田健策、日本の農業経済学者、弘前大学元副学長・名誉教授（* 1948年）[49]
- 4月5日 - マフムード・ジブリール、リビアの政治家、元暫定首相、元外相（* 1952年）[50]
- 4月6日 - S・フレッド・シンガー（英語版）、オーストリア出身のアメリカ合衆国の物理学者、地球温暖化懐疑論者（* 1924年）[51]
- 4月6日 - ジャック・ル・ブラン（フランス語版）、フランスの歴史家（* 1931年）[52]
- 4月6日 - ジーン・リトル（英語版）、カナダの児童文学作家（* 1932年）[53]
- 4月6日 - ジェームス・ドゥルーリー（英語版）、アメリカ合衆国の俳優（* 1934年）[54]
- 4月6日 - アル・ケーライン、アメリカ合衆国のMLB選手【デトロイト・タイガース所属】、アメリカ野球殿堂（* 1934年）[55]
- 4月6日 - 鈴木寛一、日本の声楽家、音楽教育家、東京藝術大学名誉教授（* 1936年）[56]
- 4月6日 - 梶慶輔、日本の化学者、京都大学名誉教授（* 1939年）[57]
- 4月6日 - ラドミル・アンティッチ、セルビアの元サッカー選手・指導者、元ユーゴスラビア代表、元同国代表監督（* 1948年）[58]
- 4月6日 - ハル・ウィルナー、アメリカ合衆国の音楽プロデューサー（* 1957年）[59]
- 4月6日 - ブラック・ザ・リッパー（英語版）、イギリスのグライムMC、ラッパー、大麻容認運動家（* 1987年）[60]
- 4月7日 - 山元龍三郎、日本の気象学者、京都大学名誉教授（* 1927年）[61]
- 4月7日 - 荘司美代子、日本の女優、声優（* 1936年）[62]
- 4月7日 - ロベール・ショダンソン （フランス語版）、フランスの言語学者（* 1937年）[63]
- 4月7日 - 倉田寛之、日本の政治家、元自由民主党参議院議員、第25代参議院議長、第48代自治大臣、第58代国家公安委員長（* 1938年）[64]
- 4月7日 - アレン・ガーフィールド、アメリカ合衆国の俳優（* 1939年）[65]
- 4月7日 - 近藤忠夫、日本の実業家、元日本触媒社長（* 1944年）[66]
- 4月7日 - ジョン・プライン（英語版）、アメリカ合衆国のカントリーミュージックシンガーソングライター（* 1946年）[67]
- 4月7日 - アイリーン・ヒラノ・イノウエ、アメリカ合衆国のNPO理事、元米日カウンシル会長、元全米日系人博物館館長（* 1948年）[68]
- 4月7日 - ドナト・サビア、イタリアの元陸上競技選手（* 1963年）[69]
- 4月8日 - 岡本信治郎、日本の画家（* 1933年）[70]
- 4月8日 - 平石次郎、日本の化学者、元工業技術院（現産業技術総合研究所）院長（* 1937年）[71]
- 4月8日 - ミゲル・ホネス、赤道ギニア出身のスペインの元サッカー選手（* 1938年）[72]
- 4月8日 - ピーター・エックランド（英語版）、アメリカ合衆国のジャズコルネット奏者（* 1945年）[73]
- 4月8日 - 石村善悟、日本の実業家、元石村萬盛堂社長（* 1948年）[74]
- 4月8日 - ヴァレリウ・ムラヴシュ、モルドバの政治家、初代首相（* 1949年）[75]
- 4月8日 - リンダ・トリップ（英語版）、アメリカ合衆国の元政府職員、モニカ・ルインスキースキャンダル内部告発者（* 1949年）[76]
- 4月8日 - ノーマン・I・プラトニック、アメリカ合衆国のクモ学者、アメリカ自然史博物館学芸員（* 1951年）[77]
- 4月8日 - 中島篤志、日本の男子アマチュアゴルファー、実業家（* 1962年）[78]
- 4月8日 - グレン・フレドリー（英語版）、インドネシアのR&Bシンガー（* 1975年）[79]
- 4月8日 - チャイナ・ロジャース（英語版）、アメリカ合衆国のラッパー（* 1994年）[80]
- 4月9日 - 何金銘（中国語版）、マカオ出身のカナダの中国武術家（* 1925年）[81]
- 4月9日 - 関根潤三、日本の元プロ野球選手【近鉄パールス・近鉄バファロー・近鉄バファローズ・読売ジャイアンツ所属】、プロ野球監督、野球解説者（* 1927年）[82]
- 4月9日 - 元炳旿、大韓民国の鳥類学者、慶熙大学校名誉教授（* 1929年）[83]
- 4月9日 - モート・ドラッカー（英語版）、アメリカ合衆国の漫画家、イラストレーター（* 1929年）[84]
- 4月9日 - リュシ・ドレーヌ（フランス語版）、フランスの歌手、声優、舞台俳優（* 1931年）[85]
- 4月9日 - 長瀬二郎、日本の実業家、ナガセケンコー取締役会長（* 1932年）[86]
- 4月9日 - リチャード・タイテルバウム（英語版）、アメリカ合衆国のシンセサイザー奏者、作曲家（* 1939年）[87]
- 4月9日 - ハーヴェイ・ゴールドステイン、イギリスの統計学者（* 1939年）[88]
- 4月9日 - ディミトリー・スミルノフ、ソビエト連邦出身のイギリスの作曲家（* 1948年）[89]
- 4月9日 - 村田直樹、日本の柔道家、講道館図書資料部長（* 1949年）[90]
- 4月9日 - 續寿菴、日本の刻字彫刻家（* 1950年）[91]
- 4月9日 - アンディ・ゴンサレス（英語版）、アメリカ合衆国のジャズベーシスト（* 1951年）[92]
- 4月9日 - 笹井宏次朗、日本のジャーナリスト（* 1953年?）[93]
- 4月9日 - 岡田公伸、日本のテレビプロデューサー、毎日放送取締役（* 1959年）[94]
- 4月9日 - 川村わかな、日本の元お笑い芸人、元連戦姉妹（* 1986年）[95]
- 4月10日 - ジミー・メリット（英語版）、アメリカ合衆国のジャズベーシスト（* 1926年）[96]
- 4月10日 - 前川恒雄、日本の図書館学者（* 1930年）[97]
- 4月10日 - ブルース・ベイリー（英語版）、アメリカ合衆国の映像作家（* 1931年）[98]
- 4月10日 - ビッグ・ジョージ・ブロック（英語版）、アメリカ合衆国のブルースミュージシャン（* 1932年）[99]
- 4月10日 - 伊藤元之、日本の詩人（* 1935年）[100]
- 4月10日 - 大林宣彦、日本の映画監督（* 1938年）[101]
- 4月10日 - 藪崎努、日本の物理学者、京都大学名誉教授（* 1941年?）[102]
- 4月10日 - フランシス・ロイセール、スイスの写真家、映画監督（* 1942年）[103]
- 4月10日 - ピフル・ルカーシュ、チェコ出身の情報工学者、自然科学者、国際基督教大学教授（* 1974年）[104]
- 4月11日 - 劉徳海（中国語版）、中華人民共和国の琵琶奏者（* 1937年）[105]
- 4月11日 - ジョン・ホートン・コンウェイ、イギリスの数学者、プリンストン大学教授（* 1937年）[106]
- 4月11日 - エデム・コジョ、トーゴの政治家、元首相、元外相、元アフリカ統一機構事務総長（* 1938年）[107]
- 4月11日 - 傳馬義澄、日本の文学者、国学院大学名誉教授（* 1940年）[108]
- 4月11日 - 山口頼房、日本のアニメーター（* 1959年）[109]
- 4月11日 - グス・ロドリゲス、メキシコのビデオゲームジャーナリスト（* 1960年）[110]
- 4月11日 - コルビー・ケーブ（英語版）、カナダのアイスホッケー選手（* 1994年）[111]
- 4月11日 - ユストゥス・ダヒンデン、スイスの建築家、教師、作家（* 1925年）[112]
- 4月12日 - ウィン・ハンドマン（英語版）、アメリカ合衆国の演劇プロデューサー、演技指導者（* 1922年）[113]
- 4月12日 - 鄭元植（英語版、朝鮮語版）、大韓民国の政治家、第23代国務総理（首相）、元文教部長官、元大韓赤十字社総裁（* 1928年）[114]
- 4月12日 - スターリング・モス、イギリスのレーシングドライバー（* 1929年）[115]
- 4月12日 - ジム・フライ（英語版）、アメリカ合衆国のMLB指導者（* 1931年）[116]
- 4月12日 - モーリス・バリエール（フランス語版）、フランスの俳優、歌手（* 1932年）[117]
- 4月12日 - 中西治、日本の歴史学者、創価大学名誉教授（* 1932年）[118]
- 4月12日 - ダグ・サンダース（英語版）、アメリカ合衆国のプロゴルファー（* 1933年）[119]
- 4月12日 - マーゴット・ハートマン（英語版）、アメリカ合衆国の女優、実業家（* 1933年）[120]
- 4月12日 - ジョエル・M・リード（英語版）、アメリカ合衆国の映画監督、脚本家（* 1933年）[121]
- 4月12日 - 藤島昌壽、日本の作曲家、京都大学名誉教授（* 1935年）[122]
- 4月12日 - ティム・ブルック＝テイラー、イギリスの俳優、コメディアン（* 1940年）[123]
- 4月12日 - グレン・ベッカート（英語版）、アメリカ合衆国の元MLB選手（* 1940年）[124]
- 4月12日 - ピーター・ボネッティ（英語版）、イングランドの元サッカー選手、元同国代表（* 1941年）[125]
- 4月12日 - ルイス・ヴァン・ダイク、オランダのピアニスト（* 1941年）[126]
- 4月12日 - ユン・ソクオ（朝鮮語版）、大韓民国のタレント、俳優（* 1947年）[127]
- 4月12日 - 小林正則、日本の実業家、元プリンスホテル社長（* 1947年）[128]
- 4月12日 - 坂東一彦、日本の社会人野球指導者（* 1954年もしくは1955年）[129][130]
- 4月12日 - 藤原啓治、日本の声優、俳優（* 1964年）[131]
- 4月12日 - タバリス・ジャクソン、アメリカ合衆国の元NFL選手（* 1983年）[132]
- 4月13日 - ジャック・ブラモン（フランス語版）、フランスの天体物理学者（* 1926年）[133]
- 4月13日 - アン・サリヴァン、アメリカ合衆国のアニメーター（* 1929年）[134]
- 4月13日 - サラ・マルドロール（フランス語版）、フランスの映画監督（* 1929年）[135]
- 4月13日 - グレナ・グッドエーカー（英語版）、アメリカ合衆国の彫刻家（* 1939年）[136]
- 4月13日 - リック・メイ（英語版）、アメリカ合衆国の声優、俳優（* 1940年）[137]
- 4月13日 - 川崎燎、日本のジャズギタリスト、作曲家（* 1947年）[138]
- 4月13日 - モラエス・モレイラ（英語版）、ブラジルのミュージシャン、ノーヴォス・バイアーノスメンバー（* 1947年）[139]
- 4月13日 - フアン・コティーノ（スペイン語版）、スペインの政治家、元バレンシア州議会議長・同州副首相（* 1950年）[140]
- 4月13日 - 相原誠、日本のドラマー、元キャロル／ダウン・タウン・ブギウギ・バンドメンバー（* 1951年?）[141]
- 4月14日 - 巴一作、日本の医師、スーパーセンテナリアン（* 1909年）[142]
- 4月14日 - 黄仁、台湾の映画評論家（* 1925年）[143]
- 4月14日 - ケルスティン・マイヤー（英語版）、スウェーデンのメゾソプラノ歌手（* 1928年）[144]
- 4月14日 - ピップ・ベイカー（英語版）、イギリスの脚本家（* 1928年）[145]
- 4月14日 - 石川恭子、日本の歌人（* 1928年）[146]
- 4月14日 - 片岡政昭、日本の児童文学研究者、東京工科大学名誉教授（* 1928年）[147]
- 4月14日 - ロン・ワイリー（英語版）、スコットランドの元サッカー選手・指導者（* 1933年）[148]
- 4月14日 - マリオ・ドナトーネ（イタリア語版）、イタリアの俳優（* 1933年）[149]
- 4月14日 - マーカス・レェツ（英語版）、スイスの画家、彫刻家（* 1941年）[150]
- 4月14日 - ハンク・スタインブレナー（英語版）、アメリカ合衆国の実業家、球団経営者、ニューヨーク・ヤンキースオーナー（* 1957年）[151]
- 4月15日 - ルベン・フォンセカ（ポルトガル語版）、ブラジルの作家（* 1925年）[152]
- 4月15日 - リー・コニッツ、アメリカ合衆国のジャズサクソフォン奏者、作曲家（* 1927年）[153]
- 4月15日 - ジョー・ブラウン（英語版）、イギリスの登山家（* 1930年）[154]
- 4月15日 - ジョン・T・ホートン（英語版）、ウェールズの大気物理学者（* 1931年）[155]
- 4月15日 - 由井晶子、日本の新聞記者、ジャーナリスト、元沖縄タイムス社取締役（* 1933年）[156]
- 4月15日 - エディ・クーリー（英語版）、アメリカ合衆国のR&Bシンガー、ソングライター（* 1933年）[157]
- 4月15日 - ウィリー・デービス、アメリカ合衆国の元NFL選手、プロフットボール殿堂（* 1934年）[158]
- 4月15日 - ヘンリー・グライムス（英語版）、アメリカ合衆国のジャズベーシスト（* 1935年）[159]
- 4月15日 - ブライアン・デネヒー、アメリカ合衆国の俳優（* 1938年）[160]
- 4月15日 - アレン・ダヴィオー、アメリカ合衆国の撮影監督（* 1942年）[161]
- 4月15日 - ダマソ・ガルシア、ドミニカ共和国の元MLB選手【トロント・ブルージェイズなどに所属】（* 1957年）[162]
- 4月15日 - ポール・ハダド（英語版）、アメリカ合衆国の俳優、声優（* 1963年）[163]
- 4月15日 - アダム・アルシング（スウェーデン語版）、スウェーデンのテレビ番組司会者、ラジオパーソナリティ（* 1968年）[164]

## (16日 - 30日)

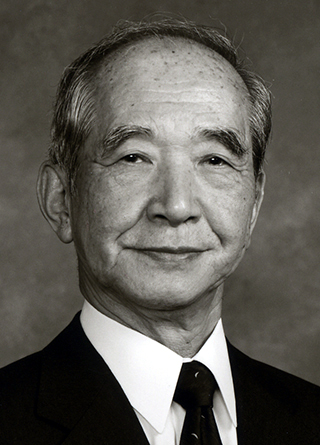
長倉三郎／4月16日没

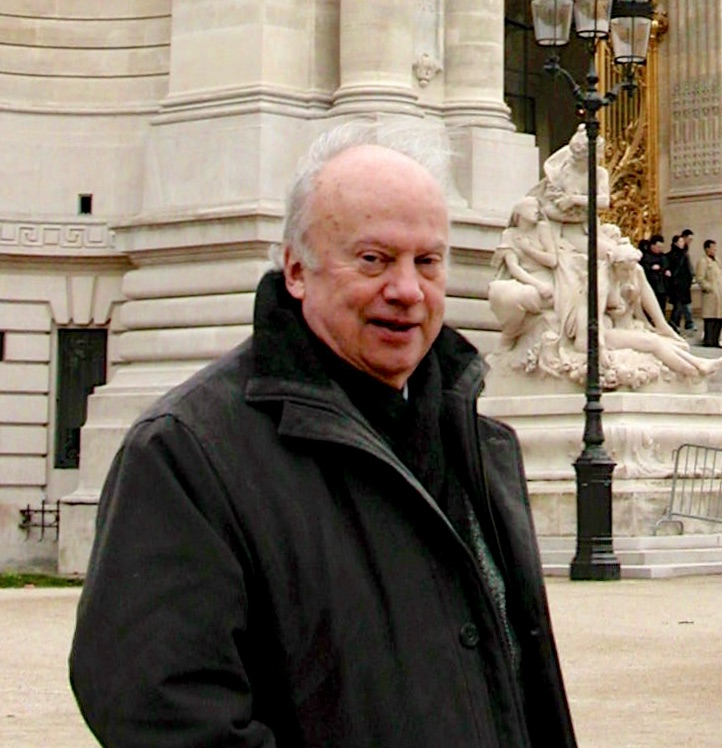
ケネス・ギルバート／4月16日没

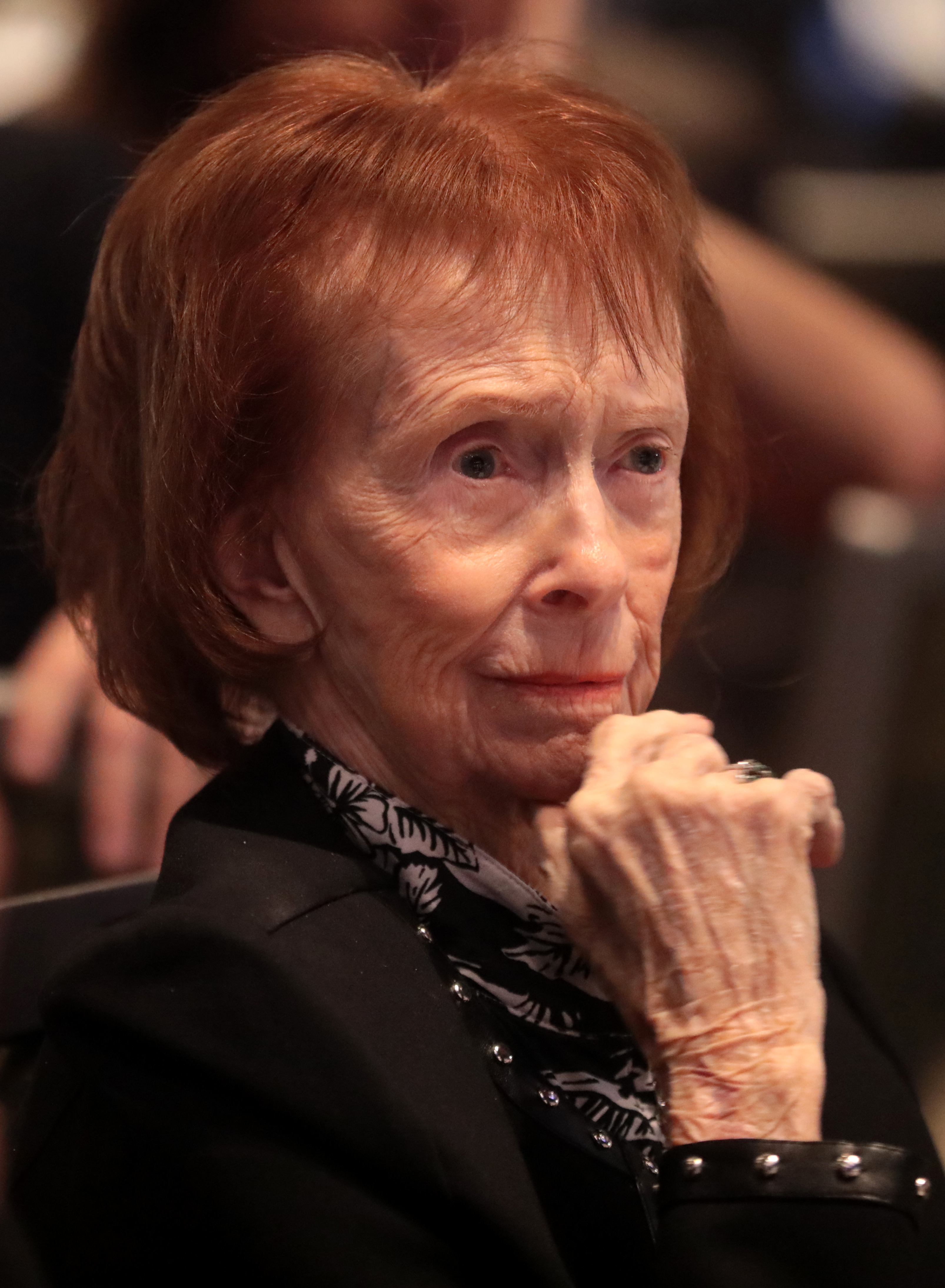
ジェーン・ディー・ハル／4月16日没

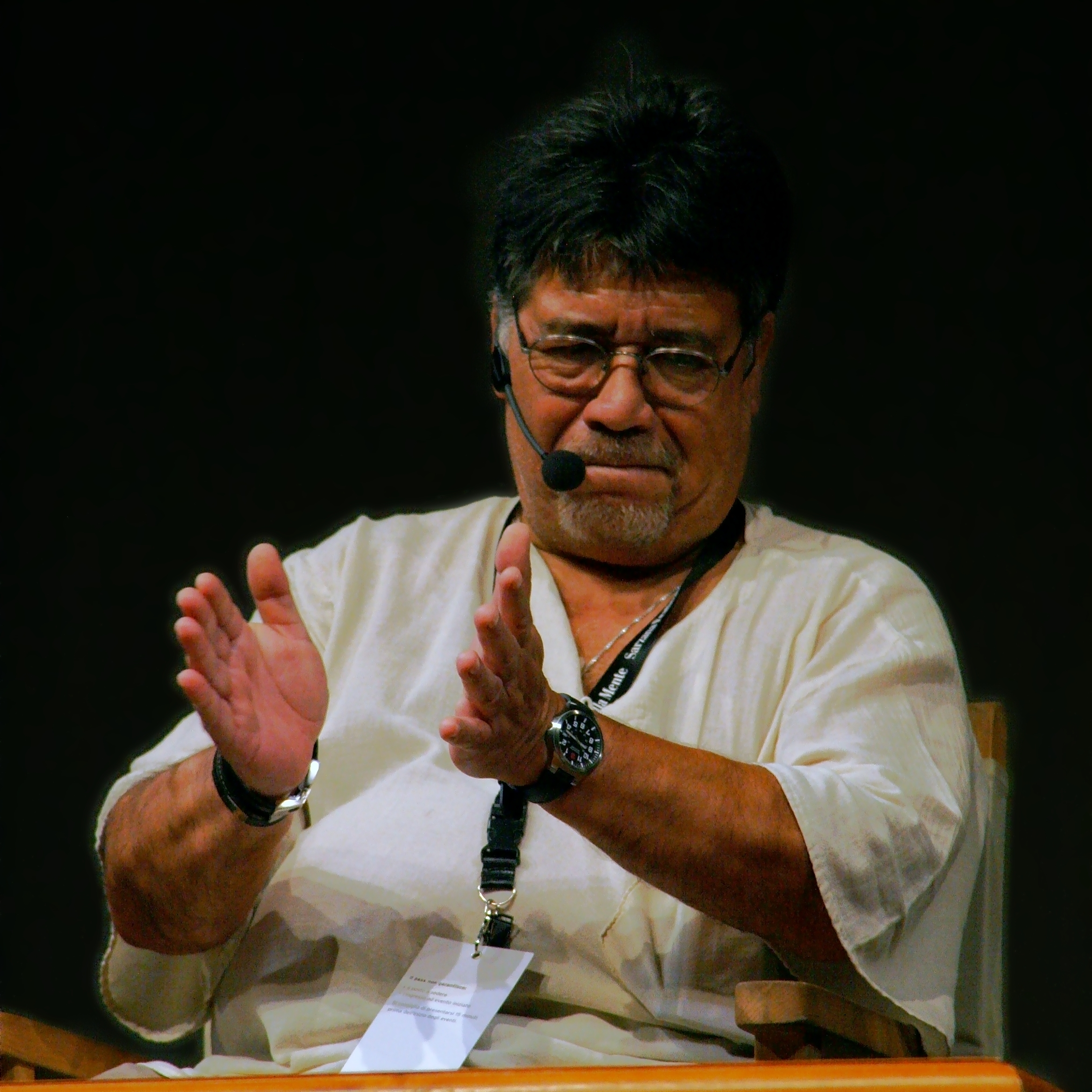
ルイス・セプルベダ／4月16日没

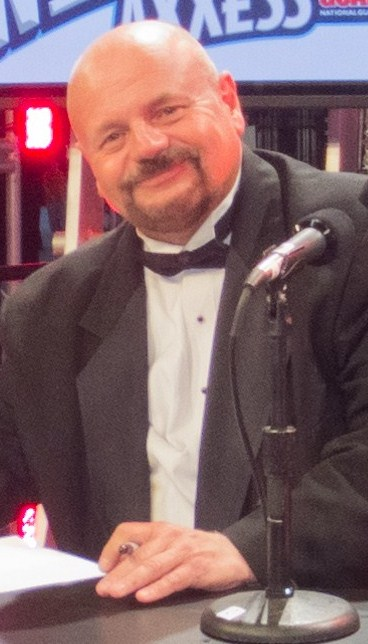
ハワード・フィンケル／4月16日没

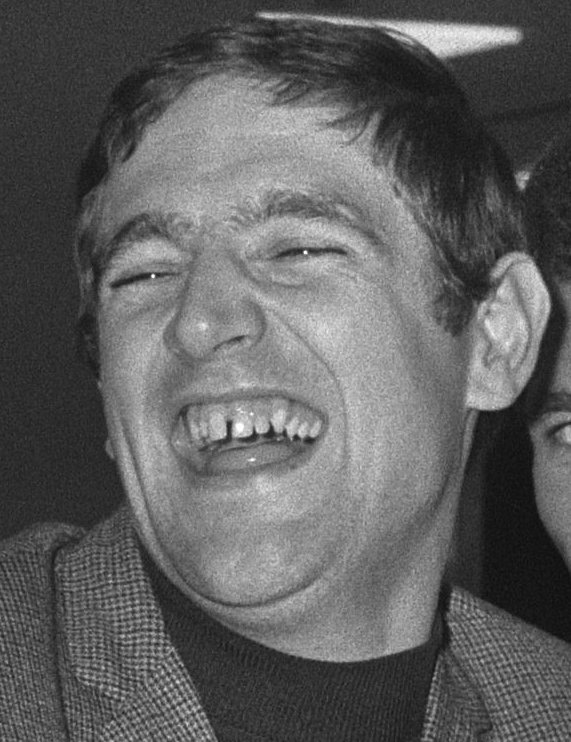
ノーマン・ハンター／4月17日没

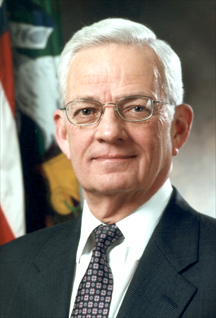
ポール・オニール／4月18日没

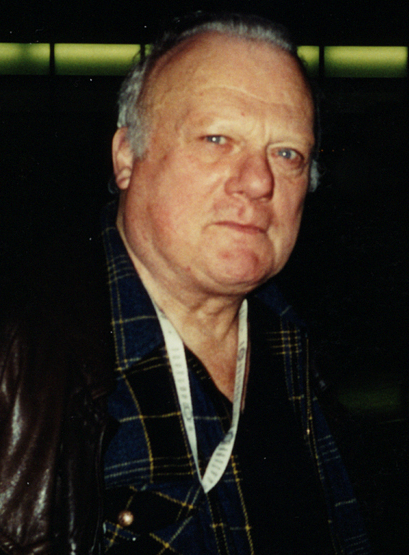
フィリップ・ナオン／4月19日没

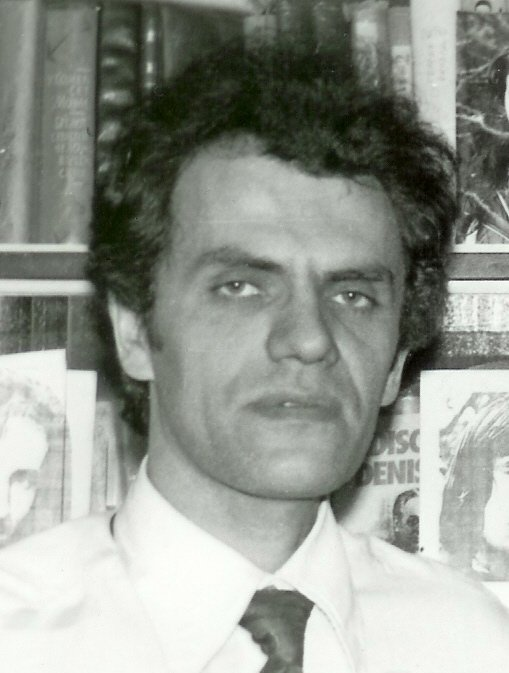
アレクサンドル・ヴスティン／4月19日没

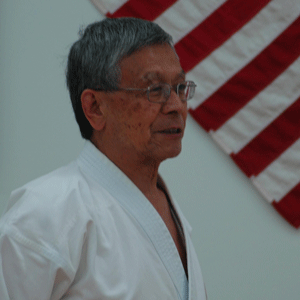
岡崎照幸／4月21日没

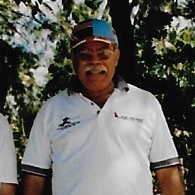
ライセニア・ガラセ／4月21日没

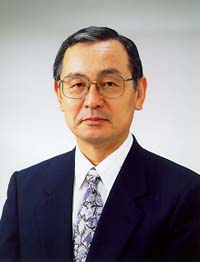
横内正明／4月21日没

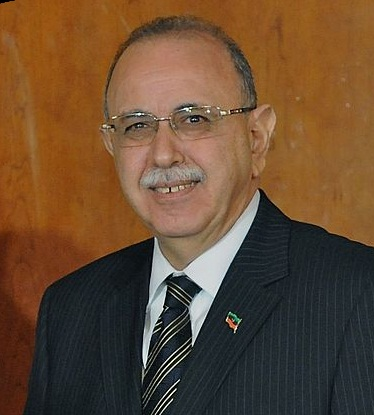
アブドッラヒーム・アル＝キーブ／4月21日没

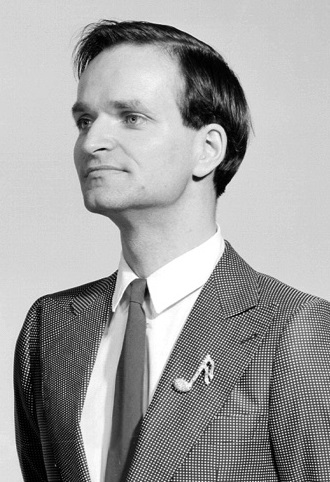
フローリアン・シュナイダー／4月21日没

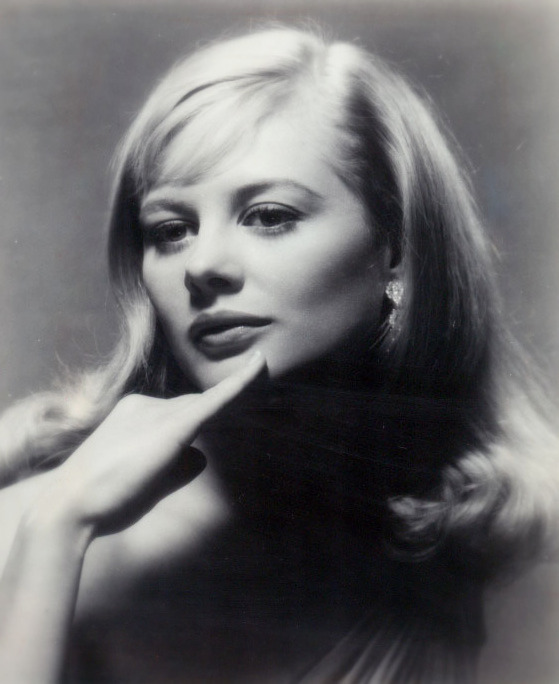
シャーリー・ナイト／4月22日没

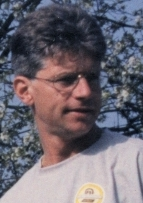
ハートヴィッヒ・ガウダー／4月22日没

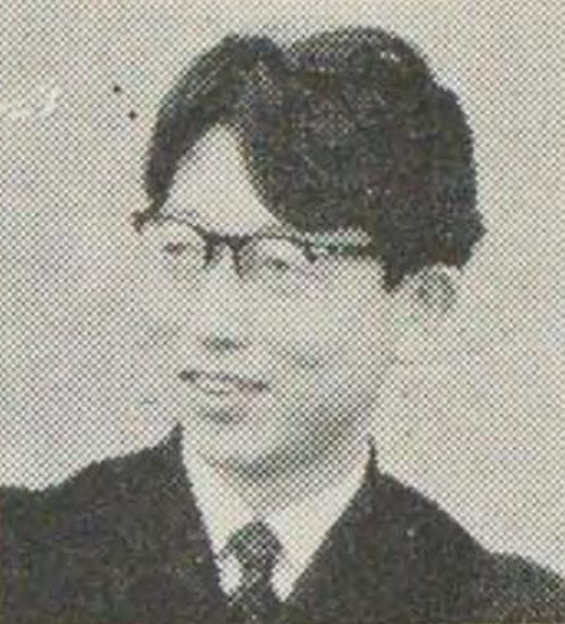
久米明／4月23日没

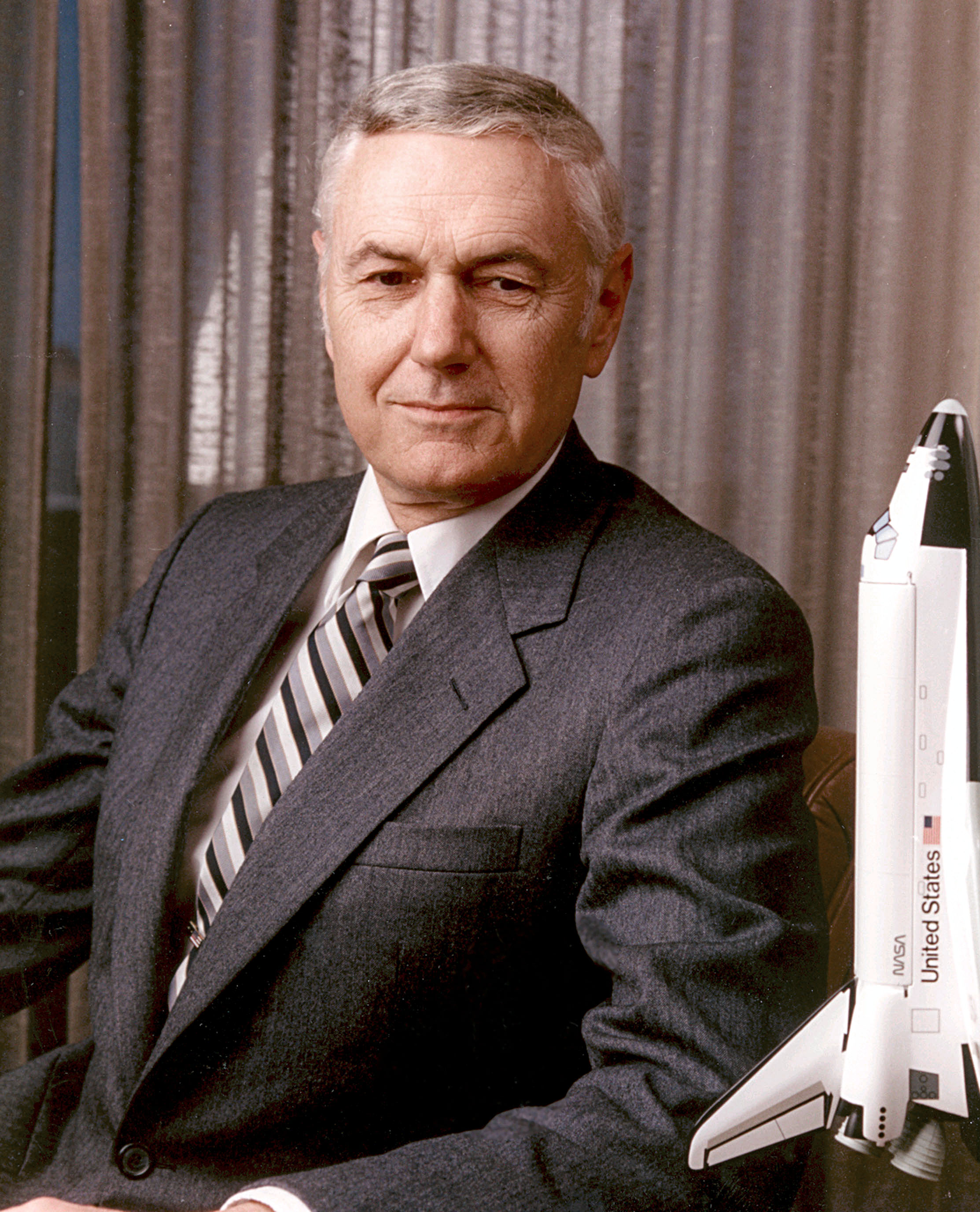
ジェームス・ベッグス／4月23日没

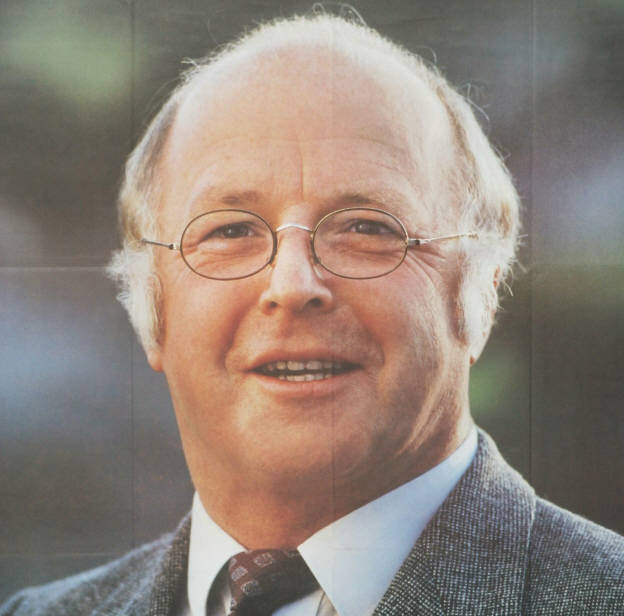
ノルベルト・ブリューム／4月23日没

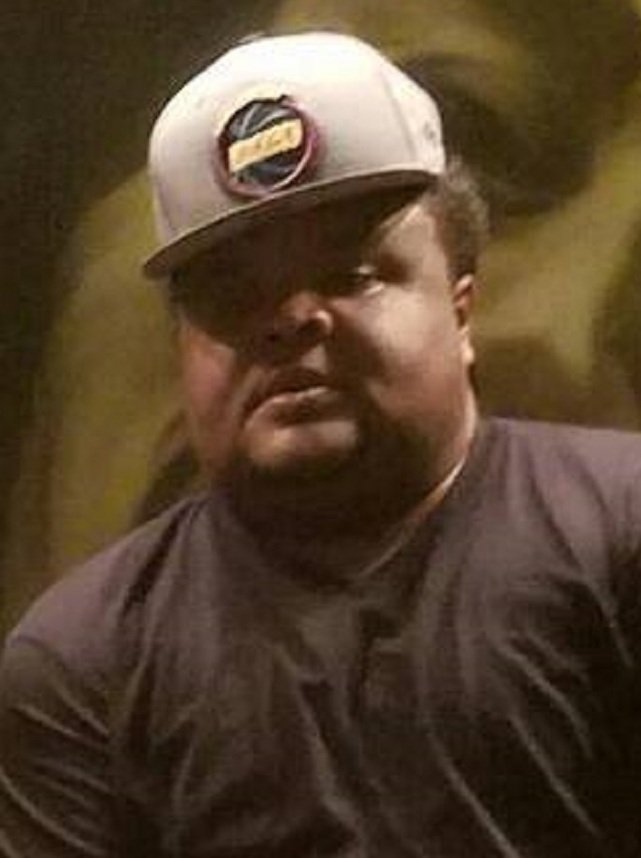
フレッド・ザ・ゴッドソン／4月23日没

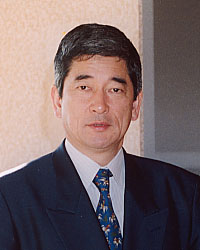
岡本行夫／4月24日没

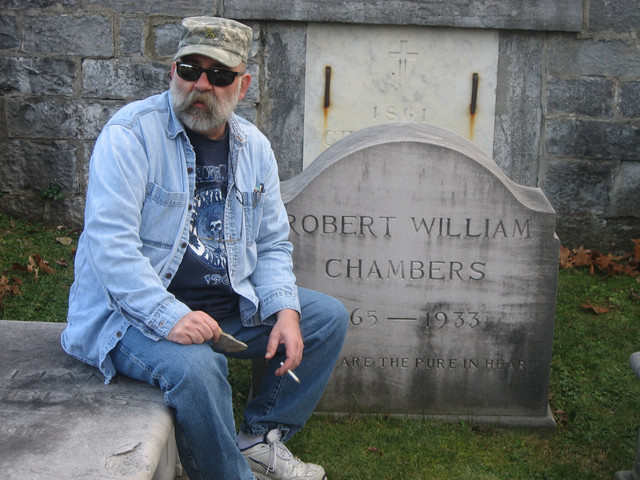
ジョゼフ・S・パルヴァー／4月24日没

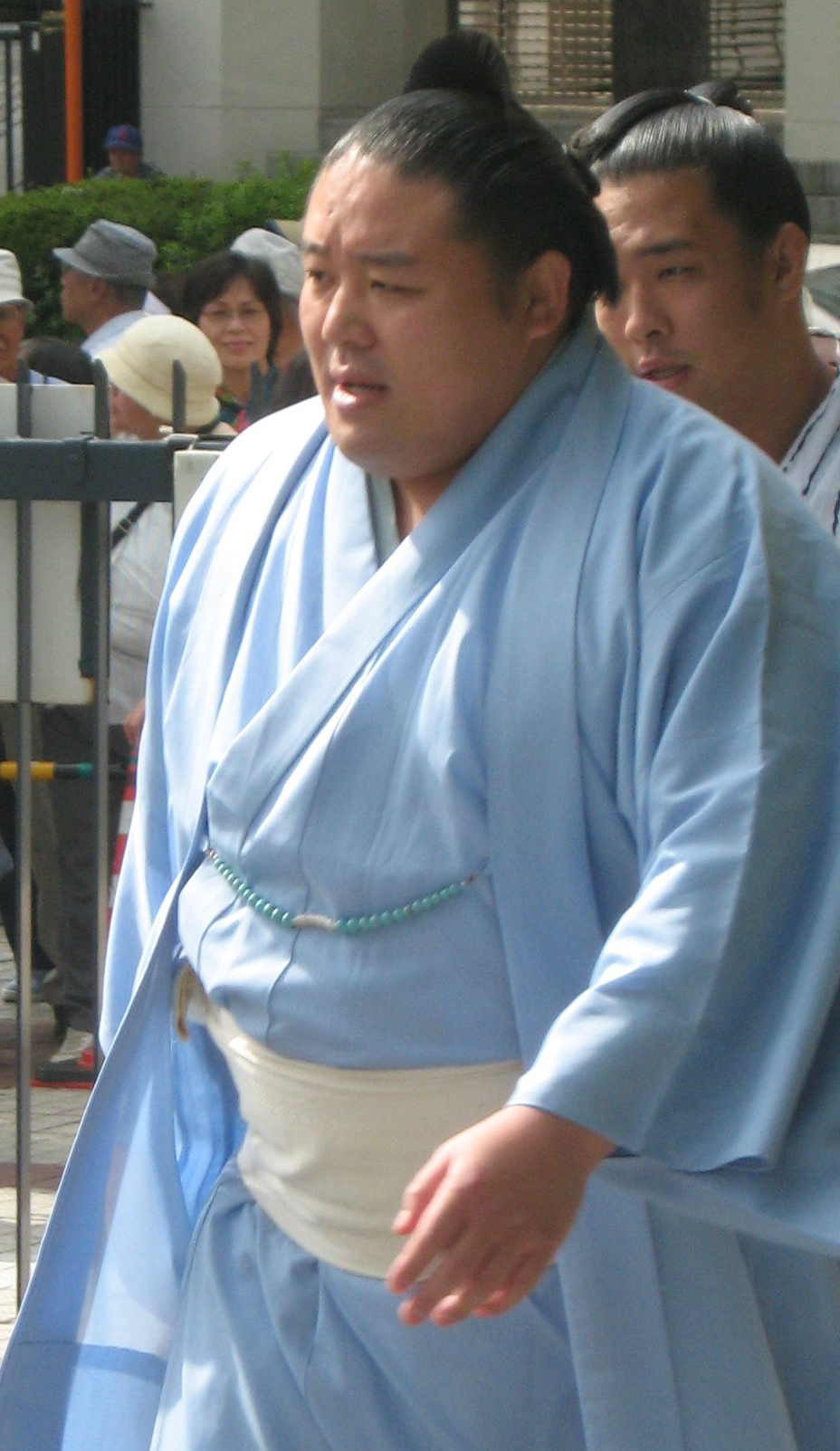
春日錦孝嘉／4月24日没

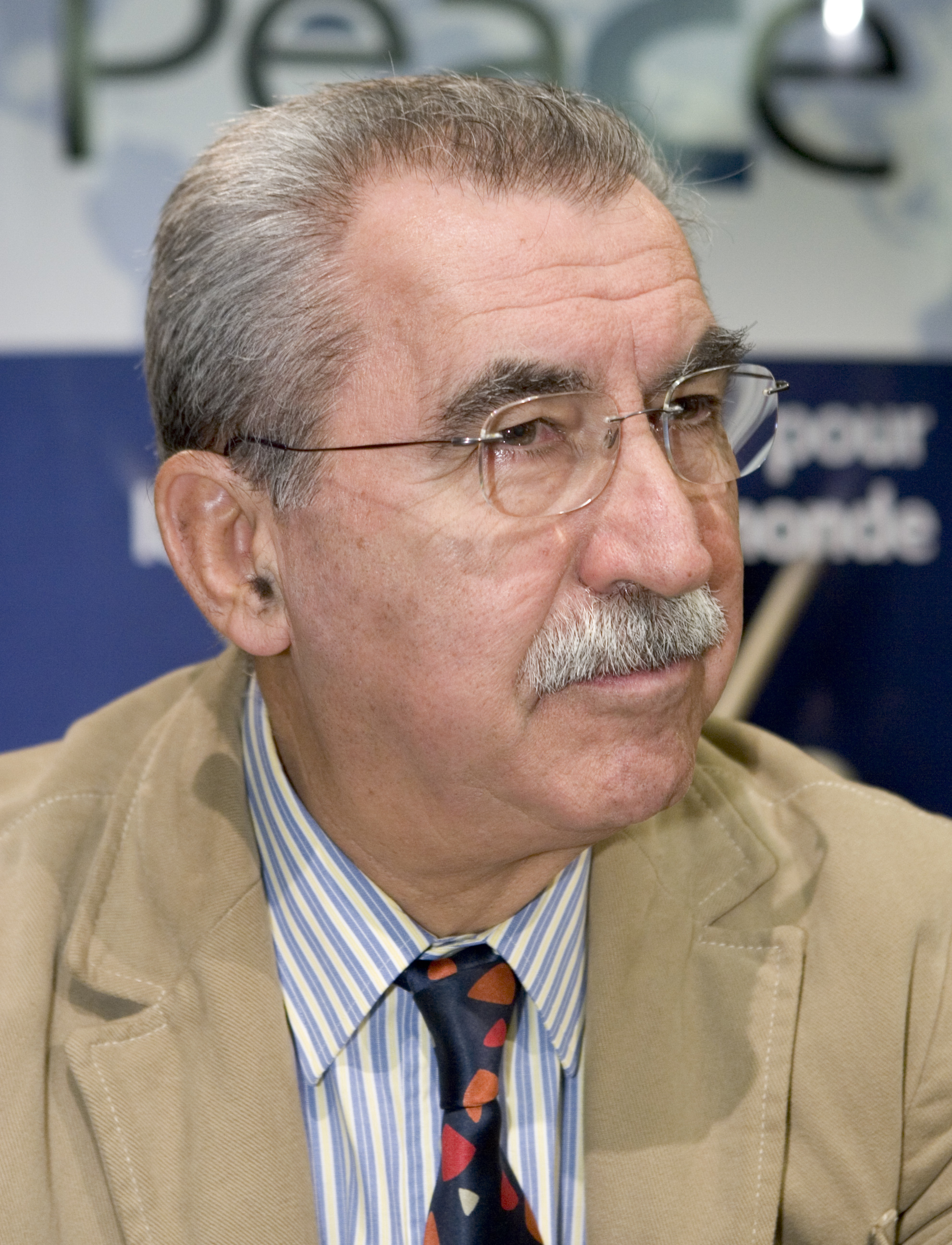
ジュリエット・キエザ／4月26日没

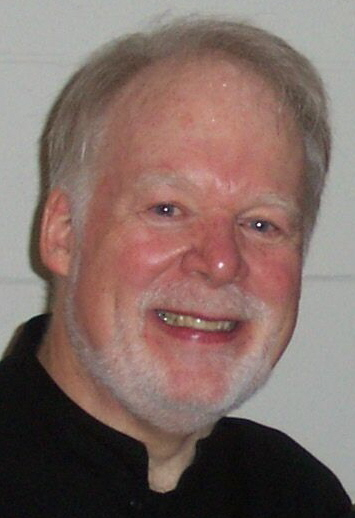
リン・ハレル／4月27日没

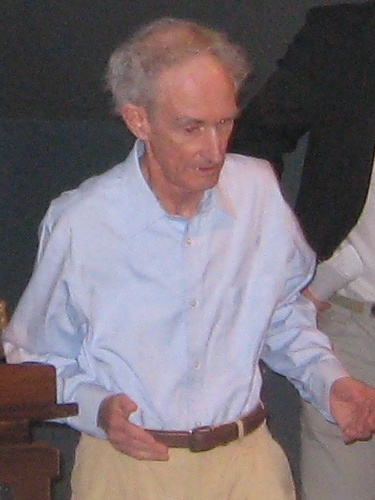
ロバート・メイ／4月28日没

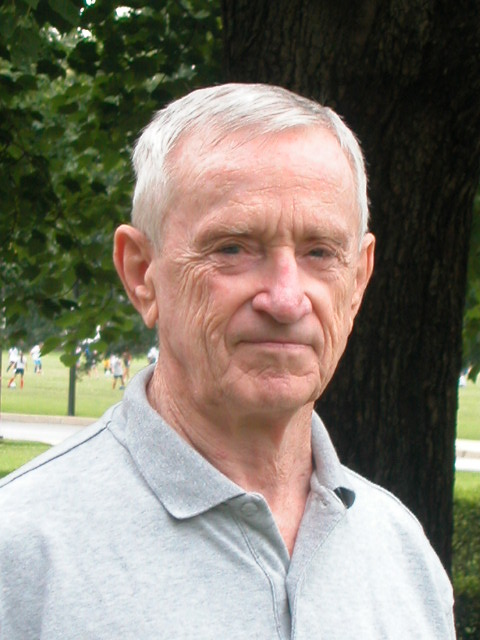
ロバート・L・パーク／4月29日没

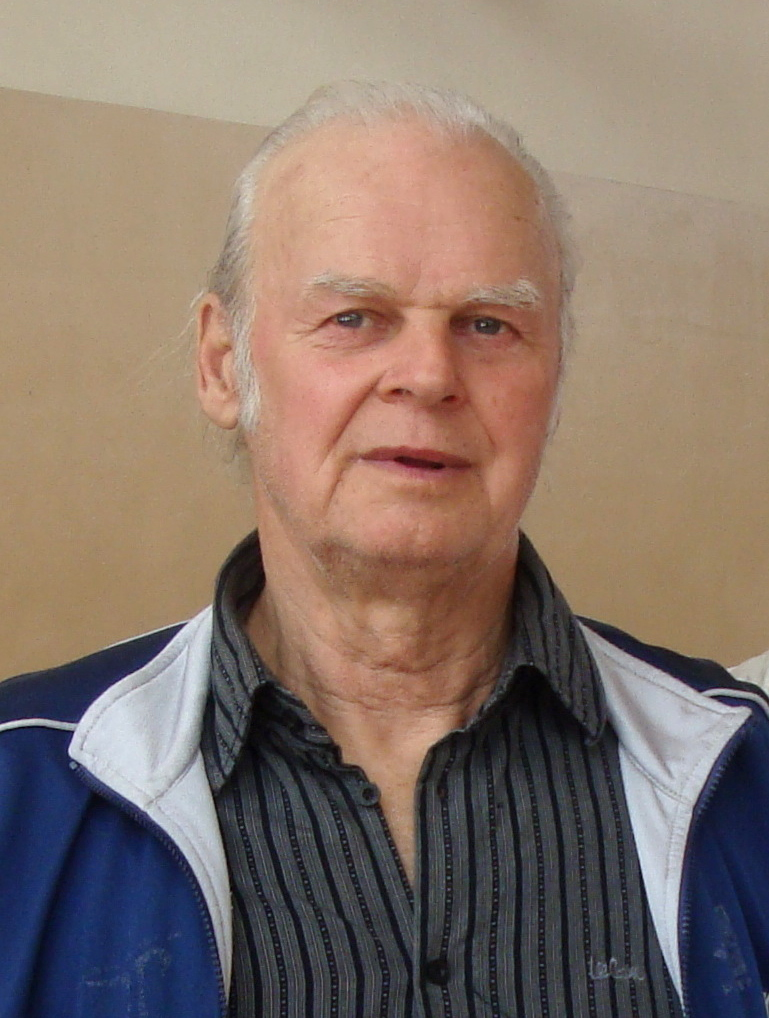
ヤーニス・ルーシス／4月29日没

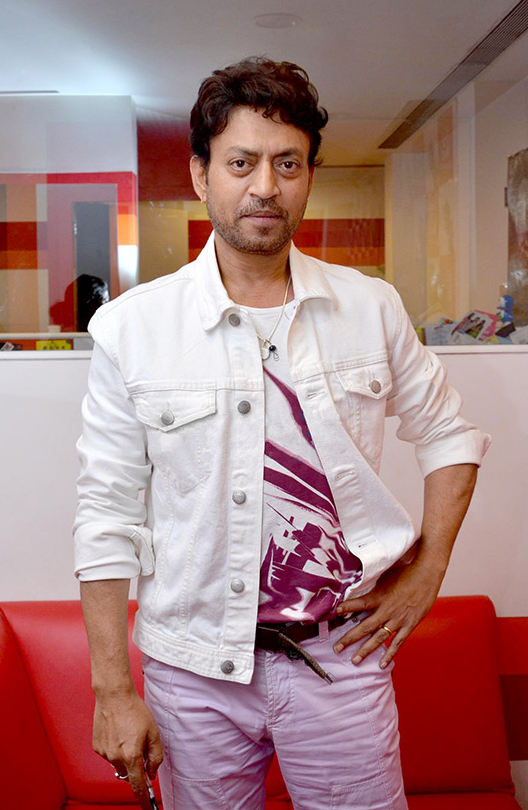
イルファーン・カーン／4月29日没

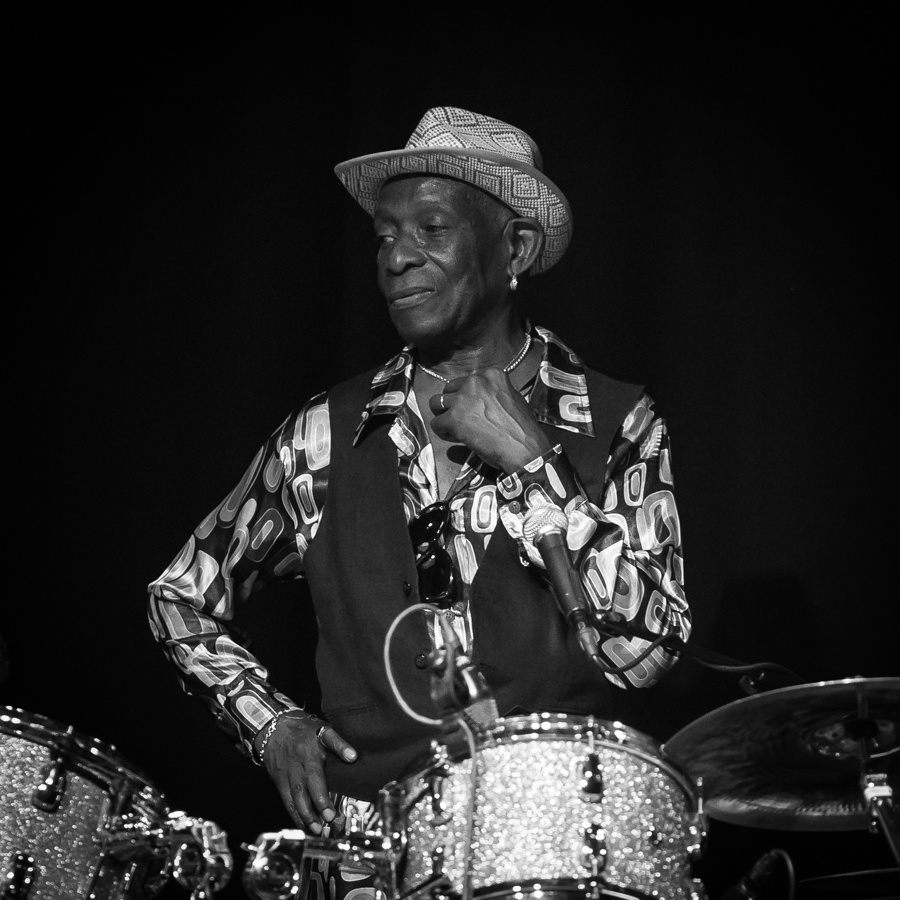
トニー・アレン／4月30日没

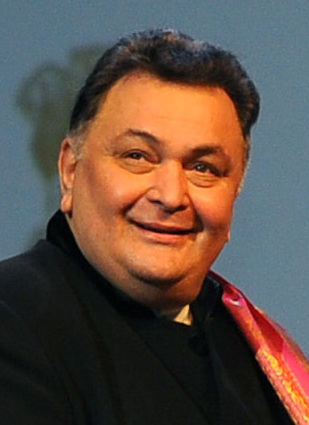
リシ・カプール／4月30日没

- 4月16日 - 長倉三郎、日本の化学者、東京大学名誉教授、文化勲章受章者（* 1920年）[165]
- 4月16日 - ジーン・ダイッチ（英語版）、アメリカ合衆国出身のチェコのアニメーター、イラストレーター、漫画家（* 1924年）[166]
- 4月16日 - ケネス・ギルバート、カナダのチェンバロ奏者・音楽教師（* 1931年）[167]
- 4月16日 - アルシア・マクニッシュ（英語版）、トリニダード・トバゴ出身のイギリスのテキスタイルデザイナー（* 1933年）[168]
- 4月16日 - 金谷宰、日本の実業家、元ミノルタ（現コニカミノルタ）社長（* 1934年）[169]
- 4月16日 - ジェーン・ディー・ハル、アメリカ合衆国の政治家、教育家、元アリゾナ州知事（* 1935年）[170]
- 4月16日 - ミレナ・ジェリネク（英語版）、チェコ出身のアメリカ合衆国の脚本家（* 1935年）[171]
- 4月16日 - 中野弘三、日本の英語学者、名古屋大学名誉教授（* 1936年）[172]
- 4月16日 - フランチェスコ・ディ・カルロ（英語版）、イタリアのマフィア、ロベルト・カルヴィ殺害事件実行犯とされる人物（* 1941年）[173]
- 4月16日 - クリストフ（英語版）、フランスのシンガーソングライター（* 1945年）[174]
- 4月16日 - 細江茂光、日本の政治家、元岐阜市長（* 1948年）[175]
- 4月16日 - サンティアゴ・ランスエラ（スペイン語版）、スペインの政治家、元アラゴン州首相（* 1948年）[176]
- 4月16日 - ルイス・セプルベダ、チリの小説家（* 1949年）[177]
- 4月16日 - ハワード・フィンケル、アメリカ合衆国のリングアナウンサー（* 1950年）[178]
- 4月17日 - ジルベール・ガルサン（フランス語版）、フランスの写真家（* 1929年）[179]
- 4月17日 - セルジオ・ファントーニ（イタリア語版）、イタリアの俳優（* 1930年）[180]
- 4月17日 - アーリーン・サンダース（英語版）、アメリカ合衆国のソプラノ歌手（* 1930年）[181]
- 4月17日 - ボビー・ウィンクルス（英語版）、アメリカ合衆国の元MLB指導者（* 1930年）[182]
- 4月17日 - ジュゼッピ・ローガン（英語版）、アメリカ合衆国のジャズミュージシャン（* 1935年）[183]
- 4月17日 - 中村睦男、日本の憲法学者、北海道大学元学長・名誉教授、アイヌ文化振興・研究推進機構理事長（* 1939年）[184]
- 4月17日 - ノーマン・ハンター、イングランドの元サッカー選手・指導者、元同国代表（* 1943年）[185]
- 4月17日 - 高田賢一、日本の米文学者、青山学院大学名誉教授（* 1945年）[186]
- 4月17日 - 前田俊明、日本の作曲家、編曲家（* 1949年）[187]
- 4月17日 - アッバ・キャリ（英語版）、ナイジェリアの政治家、大統領首席補佐官（* 1952年）[188]
- 4月17日 - 岸本英雄、日本の政治家、元佐賀県玄海町長、元佐賀県議会議員（* 1953年）[189]
- 4月17日 - マシュー・セリグマン（英語版）、アメリカ合衆国のベーシスト、元ソフト・ボーイズ（英語版）／トンプソン・ツインズメンバー（* 1955年）[190]
- 4月18日 - アンパロ・ダビラ（英語版）、メキシコの小説家（* 1928年）[191]
- 4月18日 - 田川邦夫、日本の分子生理化学者、大阪大学・岡山県立大学名誉教授（* 1929年）[192]
- 4月18日 - 手塚昌利、日本の実業家、元阪神電気鉄道会長、元阪神タイガースオーナー（* 1931年）[193]
- 4月18日 - 鈴木正威、青島市出身のブラジルの団体理事、実業家、元サンパウロ人文科学研究所所長（* 1932年）[194]
- 4月18日 - ディック・スタインボーン、アメリカ合衆国の元プロレスラー、元AWA世界タッグチーム王者（* 1933年）[195]
- 4月18日 - アイリス・ラブ（英語版）、アメリカ合衆国の考古学者（* 1933年）[196]
- 4月18日 - 山本尚三、日本の医化学者、徳島大学名誉教授（* 1933年）[197]
- 4月18日 - ポール・オニール、アメリカ合衆国の実業家、政治家、経済評論家、第72代財務長官（* 1935年）[198]
- 4月18日 - 青柳卓雄、日本の工学者、発明家（* 1936年）[199]
- 4月18日 - ボブ・ラジア（英語版）、アメリカ合衆国のレーシングドライバー（* 1938年）[200]
- 4月18日 - リュシアン・スピロ（フランス語版）、フランスの数学者、ニューヨーク市立大学大学院センター教授（* 1941年）[201]
- 4月18日 - ガンチェン・トゥルク・リンポチェ（イタリア語版）、チベット出身のイタリアのチベット仏教僧（* 1941年）[202]
- 4月19日 - セシル・ボトカー（英語版）、デンマークの詩人、作家（* 1927年）[203]
- 4月19日 - 皆川達夫、日本の音楽学者、合唱指揮者、立教大学名誉教授（* 1927年）[204]
- 4月19日 - ピーター・ドロンケ、ドイツ出身の中世ヨーロッパ文学者（* 1934年）[205]
- 4月19日 - 山下忠男、日本出身のブラジルの協会理事、元サンパウロ日伯援護協会事務局長（* 1934年）[206]
- 4月19日 - 松下三郎、日本の柔道家、元全日本柔道連盟副会長（* 1935年）[207]
- 4月19日（遺体発見日） - ピーター・ビアード（英語版）、アメリカ合衆国の写真家（* 1938年）[208]
- 4月19日 - フィリップ・ナオン、フランスの俳優（* 1938年）[209]
- 4月19日 - スティーヴ・ダルコウスキー、アメリカ合衆国の野球選手（* 1939年）[210]
- 4月19日 - イアン・ウィットコム（英語版）、イギリスのシンガーソングライター（* 1941年）[211]
- 4月19日 - アレクサンドル・ヴスティン、ロシアの作曲家（* 1943年）[212]
- 4月19日 - キム・ホンソク（朝鮮語版）、大韓民国の俳優（* 1957年）[213]
- 4月20日（遺体発見日） - ジャッキー吉川、日本のドラマー、ジャッキー吉川とブルー・コメッツのリーダー（* 1938年）[214]
- 4月20日 - ヘヘルソン・アルバレス（英語版）、フィリピンの政治家、元環境天然資源省長官（* 1939年）[215]
- 4月20日 - ガブリエル・レテス（英語版）、メキシコの映画監督（* 1947年）[216]
- 4月20日 - 志賀廣太郎、日本の俳優（* 1948年）[217]
- 4月21日 - リチャード・フェノ（英語版）、アメリカ合衆国の政治学者、ロチェスター大学名誉教授（* 1926年）[218]
- 4月21日 - ドナルド・ケネディ（英語版）、アメリカ合衆国の科学者、元スタンフォード大学学長（* 1931年）[219]
- 4月21日 - 岡崎照幸、日本出身の空手家、国際松濤館空手連盟（英語版）創設者（* 1931年）[220]
- 4月21日 - ジョエル・ロゴーシン（英語版）、アメリカ合衆国のテレビプロデューサー（* 1933年）[221]
- 4月21日 - 方克立（中国語版）、中華人民共和国の新儒学者（* 1938年）[222]
- 4月21日 - 立石義雄、日本の実業家、オムロン名誉顧問、元京都商工会議所会頭（* 1939年）[223]
- 4月21日 - ライセニア・ガラセ、フィジーの政治家、元同国首相・暫定首相（* 1941年）[224]
- 4月21日 - 横内正明、日本の政治家、官僚、元自由民主党衆議院議員、第16・17代山梨県知事（* 1942年）[225]
- 4月21日 - アブドッラヒーム・アル＝キーブ、リビアの政治家、機械工学者、元同国暫定首相（* 1950年）[226]
- 4月21日 - フローリアン・シュナイダー、ドイツの作曲家（* 1947年）[227][228]
- 4月21日 - ジャック・ペレン（フランス語版）、フランスのジャズギタリスト（* 1957年）[229]
- 4月21日 - 植村徹、日本の実業家、前東北新社社長（* 1962年）[230]
- 4月21日 - デレク・ジョーンズ（英語版）、アメリカ合衆国のギタリスト、フォーリング・イン・リヴァースメンバー（* 1984年）[231]
- 4月22日 - 祐天寺三郎、日本の漫画家（* 1929年）[232]
- 4月22日 - シャーリー・ナイト、アメリカ合衆国の女優（* 1936年）[233][234]
- 4月22日 - ブートシー・バーンズ（英語版）、アメリカ合衆国のジャズサクソフォン奏者（* 1937年）[235]
- 4月22日 - ピーター・ジョナス（英語版）、イギリスの芸術監督、元バイエルン国立歌劇場総監督（* 1946年）[236]
- 4月22日 - サマンサ・フォックス、アメリカ合衆国の女優、ポルノ女優（* 1951年）[237]
- 4月22日 - ハートヴィッヒ・ガウダー、ドイツの元陸上競技選手、1980年モスクワオリンピック50km競歩金メダリスト（東ドイツ代表）（* 1954年）[238]
- 4月23日 - 久米明、日本の俳優、声優（* 1924年）[239]
- 4月23日 - ジェームス・ベッグス、アメリカ合衆国の実業家、政府職員、元NASA長官（* 1926年）[240]
- 4月23日 - 馬場正男、日本の美術監督（* 1927年）[241]
- 4月23日 - 児島絹子、日本の実業家、東京ソワール創業者（* 1930年）[242]
- 4月23日 - ノルベルト・ブリューム、ドイツの政治家、元労働・社会問題大臣（* 1935年）[243]
- 4月23日 - 和田周、日本の俳優、声優、劇作家（* 1938年）[244]
- 4月23日 - 佐古一洌、日本の神職、前学校法人皇學館理事長、松尾大社名誉宮司（* 1941年）[245]
- 4月23日 - 小島一慶、日本のフリーアナウンサー、元東京放送アナウンサー（* 1944年）[246]
- 4月23日 - 岡江久美子、日本の女優、タレント、司会者（* 1956年）[247]
- 4月23日 - 二塚直紀、日本のテノール歌手（* 1977年?）[248]
- 4月23日 - フレッド・ザ・ゴッドソン、アメリカ合衆国のDJ、ラッパー（* 1985年）[249]
- 4月23日 - 上条毬男、日本の漫画家、イラストレーター（* 生年非公開）[250]
- 4月24日 - 林煥喜、カナダのスーパーセンテナリアン（* 1908年?）[251]
- 4月24日 - 尾崎順通、日本の銀行家、元武蔵野銀行頭取（* 1925年?）[252]
- 4月24日 - 開米栄三、日本の特撮映画怪獣造形家（* 1929年）[253]
- 4月24日 - ジュゼッペ・ガッツォーニ・フラスカーラ（イタリア語版）、イタリアの実業家、サッカー球団経営者、元ボローニャFCオーナー（* 1935年）[254]
- 4月24日 - ハロルド・リード（英語版）、アメリカ合衆国の歌手、ソングライター、スタットラー・ブラザーズ（英語版）メンバー（* 1939年）[255]
- 4月24日 - 森田明彦、日本のジャーナリスト、元毎日新聞論説委員長（* 1941年）[256]
- 4月24日 - ハミルトン・ボハノン（英語版）、アメリカ合衆国のパーカッショニスト、ソングライター、音楽プロデューサー（* 1942年）[257]
- 4月24日 - 岡本行夫、日本の元外交官、外交評論家（* 1945年）[258][259]
- 4月24日（遺体発見日） - 春日豊彦、日本の実業家、元ミキモト社長（* 1946年?）[260]
- 4月24日 - 春川ナミオ、日本のイラストレーター（* 1947年）[261]
- 4月24日 - シュテファン・リッペ（英語版）、ドイツの実業家、元スイス・リーCEO（* 1955年）[262]
- 4月24日 - ジョゼフ・S・パルヴァー、アメリカ合衆国の作家（* 1955年）[263]
- 4月24日 - 海老原育子、日本の実業家、J&Jビジョンケアカンパニー代表取締役プレジデント（* 1965年）[264]
- 4月24日 - マイク・ハッカビー（英語版）、アメリカ合衆国のDJ（* 1966年）[265]
- 4月24日 - キダーオペット・ヌーフン、ラオスの歌手（* 1971年）[266]
- 4月24日 - 春日錦孝嘉、日本の元大相撲力士【春日野部屋所属】（* 1975年）[267][268]
- 4月24日 - 西坂瑞城、日本のテレビプロデューサー（* 1977年?）[269]
- 4月25日 - 金正濂、大韓民国の政治家、元大統領秘書室長、元駐日大使（* 1924年）[270]
- 4月25日 - リカルド・ブレナン（英語版）、ブラジルの実業家、美術収集家（* 1927年）[271]
- 4月25日 - 三好俊吉、日本の実業家、元NKK（現JFEスチール）社長（* 1929年）[272]
- 4月25日 - ヴィータウタス・バルカウスカス（英語版）、リトアニアの作曲家（* 1931年）[273]
- 4月25日 - ペール・オーロフ・エンクイスト（英語版）、スウェーデンの小説家（* 1934年）[274]
- 4月25日 - 千田隼生、日本の俳優（* 1938年）[275]
- 4月25日 - やの功、日本の漫画家、日本漫画家協会理事（* 1940年）[276]
- 4月25日 - リカルド・ディビラ（英語版）、ブラジルのレーシングカーデザイナー、エンジニア（* 1945年）[277]
- 4月26日 - 深谷博、日本の実業家、元日本工業新聞社社長（* 1925年?）[278]
- 4月26日 - 鷹西雅裕、日本の俳優（* 1937年）[279]
- 4月26日 - 泉谷明、日本の詩人（* 1938年）[280]
- 4月26日 - ジュリエット・キエザ、イタリアのジャーナリスト、政治家（* 1940年）[281]
- 4月26日 - 森英樹、日本の憲法学者、名古屋大学名誉教授（* 1942年）[282]
- 4月26日 - 那倉悦生、日本のミュージシャン、ENDONメンバー（* 1985年）[283]
- 4月27日 - バーナード・ガーステン（英語版）、アメリカ合衆国の芸術監督（* 1923年）[284]
- 4月27日 - ドラグティン・ゼレノヴィッチ（英語版）、セルビアの政治家、元セルビア共和国首相（* 1928年）[285]
- 4月27日 - 石井常雄、日本の政治家、前千葉県茂原市長（* 1928年?）[286]
- 4月27日 - 田口勝彦、日本の映画監督、演出家、脚本家（* 1931年）[287]
- 4月27日 - サラ・ミレッジ・ネルソン、アメリカ合衆国の考古学者、デンバー大学名誉教授（* 1931年）[288]
- 4月27日 - 大原れいこ、日本のテレビプロデューサー（* 1935年）[289]
- 4月27日 - 久貝清次、日本の画家、詩人（* 1936年）[290]
- 4月27日 - 末芳枝、日本の声楽家、元日本声楽発声学会会長（* 1937年?）[291]
- 4月27日 - ロベール・エルバン（フランス語版）、フランスの元サッカー選手・指導者、元同国代表（* 1939年）[292]
- 4月27日 - 菊谷英二、日本のボーカリスト、ギタリスト、平田隆夫とセルスターズメンバー（* 1942年）[293]
- 4月27日 - イーバン・ボーランド（英語版）、アイルランドの詩人（* 1944年）[294]
- 4月27日 - リン・ハレル、アメリカ合衆国のチェロ奏者（* 1944年）[295]
- 4月27日 - マーティ・スミス（英語版）、アメリカ合衆国のモトクロスレーサー（* 1956年）[296]
- 4月28日 - 山下栄三、日本の福祉学者、東北大学名誉教授（* 1924年）[297]
- 4月28日 - 金内喜久夫、日本の舞台俳優、文学座所属（* 1933年）[298]
- 4月28日 - エディ・ピーテルス・グラーフランド（オランダ語版）、オランダの元サッカー選手、元同国代表（* 1934年）[299]
- 4月28日 - ロバート・メイ、オーストラリア出身のイギリスの生物学者、元王立学会会長（* 1936年）[300]
- 4月28日 - ジル・ガスコイン（英語版）、イギリスの女優（* 1937年）[301]
- 4月28日 - 南部義尚（スペイン語版）、日本出身の空手家、南武道（フランス語版）創設者（* 1943年）[302]
- 4月28日 - マイケル・ロビンソン（英語版）、イングランド出身のアイルランドの元サッカー選手、元アイルランド代表（* 1958年）[303]
- 4月28日 - 三木黄太、日本のチェリスト、音楽グループ「PASCALS」メンバー（* 1960年）[304]
- 4月28日 - 高北颺、日本の書家（* 1963年?）[305]
- 4月29日 - 平良敬一、日本の建築評論家（* 1926年）[306]
- 4月29日 - マーティン・ロヴェット（英語版）、イギリスのチェロ奏者、アマデウス弦楽四重奏団元メンバー（* 1927年）[307]
- 4月29日 - ロバート・L・パーク、アメリカ合衆国の物理学者、メリーランド大学カレッジパーク校名誉教授（* 1931年）[308]
- 4月29日 - ディック・ルーカス（英語版）、アメリカ合衆国の元NFL選手（* 1934年）[309]
- 4月29日 - マイ・シューヴァル（英語版）、スウェーデンの作家（* 1935年）[310]
- 4月29日 - 獅子王圓泰、日本の天台宗僧侶、延暦寺一山延命院住職、大僧正（* 1937年?）[311]
- 4月29日 - ヤーニス・ルーシス、ラトビアの元陸上競技選手、1968年メキシコシティーオリンピックやり投金メダリスト（ソ連代表）（* 1940年）[312]
- 4月29日 - ジェルマーノ・チェラント（英語版）、イタリアの美術史家、美術批評家（* 1940年）[313]
- 4月29日 - ジャコモ・ダッラ・トーレ・テンピオ・デ・サンギネット（英語版）、イタリアの貴族、マルタ騎士団の第80代総長（* 1944年）[314]
- 4月29日 - 柳時機、日本の実業家、安楽亭会長（* 1944年）[315]
- 4月29日 - トレヴァー・チェリー、イングランドの元サッカー選手、元同国代表（* 1948年）[316]
- 4月29日 - イルファーン・カーン、インドの俳優（* 1967年）[317]
- 4月29日 - スティーゾ（英語版）、アメリカ合衆国のラッパー、ダンサー、音楽プロデューサー（* 1969年）[318]
- 4月30日 - 志田純一、日本の電気工学者、岩手大学名誉教授（* 1927年?）[319]
- 4月30日 - オスカー・チャベス（英語版）、メキシコの歌手（* 1935年）[320]
- 4月30日 - 村上泰、日本の腫瘍学者、京都府立医科大学名誉教授（* 1935年）[321]
- 4月30日 - トニー・アレン、ナイジェリアのドラマー、作曲家（* 1940年）[322]
- 4月30日 - 神山忠幸、日本の洋画家（* 1942年?）[323]
- 4月30日 - リシ・カプール、インドの俳優（* 1952年）[324]
- 4月30日 - サム・ロイド（英語版）、アメリカ合衆国の俳優（* 1963年）[325]
- 4月30日 - 善竹富太郎、日本の大藏流狂言師（* 1979年）[326][327][328]